# Volkswerft Stralsund
Die Volkswerft Stralsund ist eine ehemalige Werft in Stralsund. Die Werft wurde unter den wechselnden Namen Volkswerft Stralsund (1948–2010), P+S-Werften (2010–2014), Nordic Yards Stralsund (2015–2016) und zuletzt MV Werften Stralsund (2016–2022) betrieben. Seit 2022 existiert auf dem Gelände der  Maritime Industrie- und Gewerbepark Volkswerft.

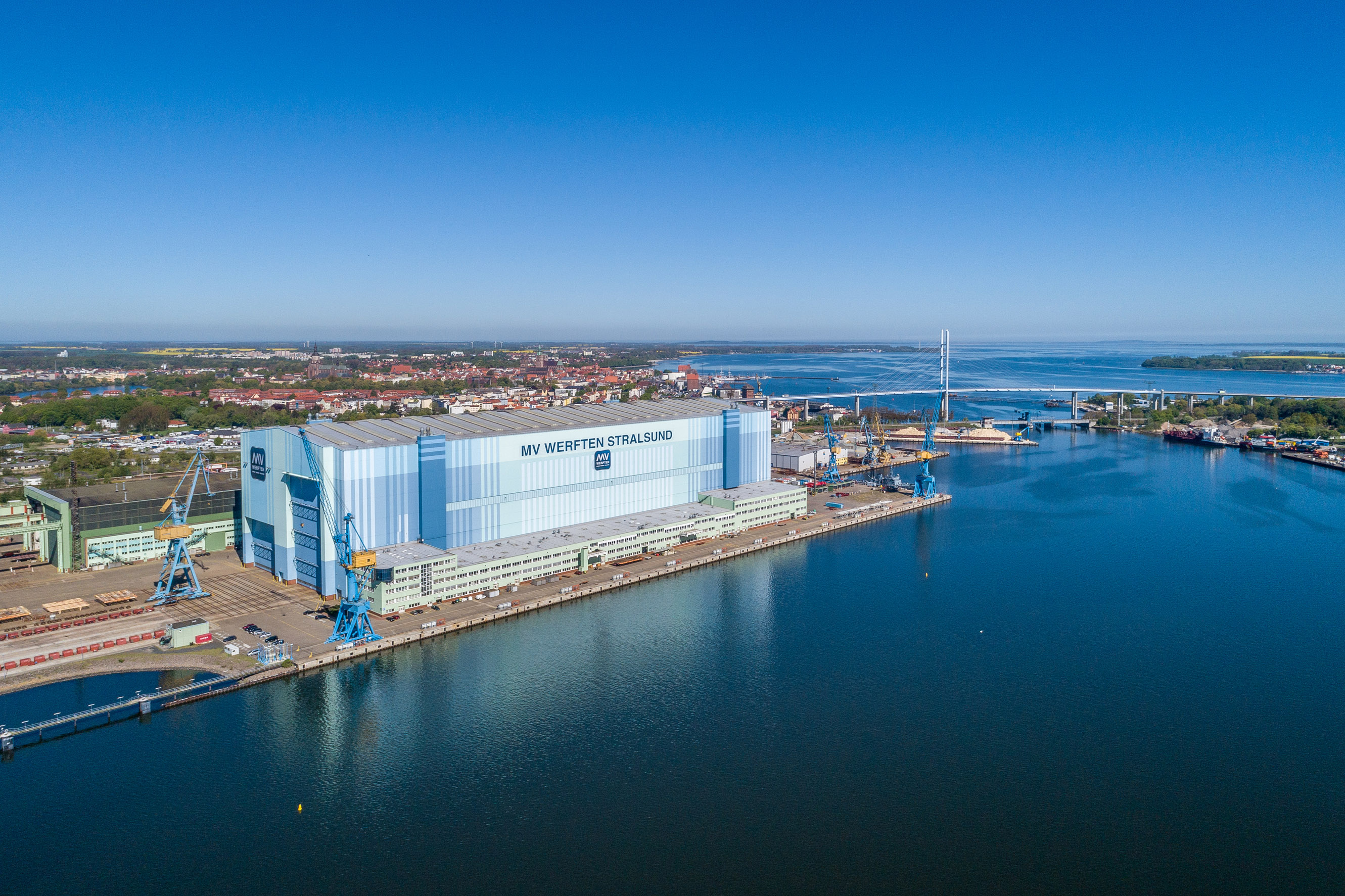
Die Schiffbauhalle auf dem Werftgelände (2018)

## Werftnutzung
Die 1948 gegründete Werft trug zu einem großen Teil zum Fischereischiffbau der Deutschen Demokratischen Republik bei. Sie war viele Jahre der weltgrößte Produzent von Fischereischiffen; die in Stralsund gefertigten Schiffe machten ein Drittel der Fischereiflotte der Sowjetunion aus. Nach 1990 spezialisierte sich die Werft zunächst auf den Bau von Containerschiffen und Offshore-Versorgern; ab 2005 wurden die zweitgrößten in Deutschland gefertigten Containerschiffe mit einer Kapazität von etwa 4200 TEU (Standard-Container) auf der Stralsunder Volkswerft gebaut. Im Jahr 2009 änderte die Werft die Ausrichtung hin zum Spezialschiffbau; ab Juni 2014 wurden auch Teile für Offshore-Windenergieanlagen gefertigt. Ab März 2016 wurden hier Teile für Kreuzfahrtschiffe sowie – als letztes Schiff in einer Reihe von Bauten – ein Kreuzfahrtschiff gebaut. Seit Januar 2022 betreibt die Stadt Stralsund hier einen maritimen Gewerbepark.

## Geschichte

### 1941 bis 1945
Im Januar 1941 wurde die Stralsunder Kröger-Werft-GmbH gegründet. Ab März 1941 wurde auf dem Industriehafengelände der Rüstungsbetrieb gebaut, auch von Kriegsgefangenen. Im April 1942 begann die Produktion von Rüstungsprodukten, bis Ende April 1945 wurden Schiffe (so Flugsicherungsboote und Sprengboote Linse) für die deutsche Kriegsmarine gebaut. Als die Rote Armee auf Stralsund vorrückte, flohen die Eigner der Werft, die Gebrüder Kröger, am 30. April 1945 in den westlichen Teil Deutschlands nach Schleswig-Holstein, wobei sie alle schwimmfähigen Boote und Produktionseinrichtungen mitnahmen.
Im Oktober 1945 befahl die Sowjetische Militäradministration in Deutschland (SMAD) mit den Befehlen Nr. 124 und 126 die Beschlagnahme und Übernahme des Eigentums des Deutschen Reichs, der NSDAP, Kriegsverbrecher und aktiver Nationalsozialisten. Die in Stralsund eingerichtete Sequesterkommission, bestehend aus Vertretern des Rates der Stadt, der SED, LDPD, CDU und des FDGB, beschloss die Beschlagnahme von 34 Betrieben, darunter das Kröger-Werft-Zweigwerk, die Dornquast-Werft sowie Zweigstellen von Siemens & Halske, Siemens-Schuckert und AEG.

### 1945 bis 1948: Ingenieurbau Ges.m.b.H.
Am 1. Oktober 1945 wurde die Ingenieurbau Ges. m. b. H. als Nachfolgerin der ehemaligen Kröger-Werft GmbH gegründet; 106 Beschäftigte waren dort tätig. Mit 90 % der Anteile war die Stadt Stralsund Hauptgesellschafterin, 10 % gehörten der Ingenieurbau GmbH von Anton Will. Im März 1946 forderten die enteigneten Brüder Kröger in einem Brief an den Stralsunder Oberbürgermeister die Rückgabe der Werft: „Die Wiederingangsetzung der Werft wird jedoch nur durch wirklich erfahrene und mit den örtlichen Verhältnissen vertraute Schiffbausachverständige möglich sein.“ Dessen ungeachtet wurde mit dem Wiederaufbau begonnen, wobei zunächst die Trümmer beseitigt und die verbliebenen Werftanlagen demontiert wurden. Im Mai 1946 hatte die SMAD die beschlagnahmten Betriebe den Ländern und Provinzen zur Selbstverwaltung übergeben. Im selben Monat wurden auf der Werft erste Schiffsreparaturen durchgeführt, im September 1946 mit dem Bau des ersten Fischkutters der Reihe 17-m-Kutter begonnen. Der im September 1946 auf Kiel gelegte 17-m-Kutter der Serie wurde im April 1948 abgeliefert. Im März 1948 erhielt die Entscheidung zur Enteignung u. a. der Kröger-Werft auf der Grundlage des „Gesetzes Nr. 4 zur Sicherung des Friedens durch Überführung von Betrieben der faschistischen Kriegsverbrecher in die Hände des Volkes“ ihre Rechtskraft, der Betrieb wurde endgültig in Volkseigentum überführt. 1947 trafen sich auf dem Gelände der Werft der stellvertretende Chef der SMAD, Armeegeneral Wassili Tschuikow, und der Vertreter der Deutschen Wirtschaftskommission Fritz Selbmann. Sie prüften vor Ort die Möglichkeiten zum Aufbau einer Großwerft. Mehr als 1.000 Beschäftigte waren mittlerweile hier tätig.

### 1948 bis 1990: VEB Volkswerft Stralsund

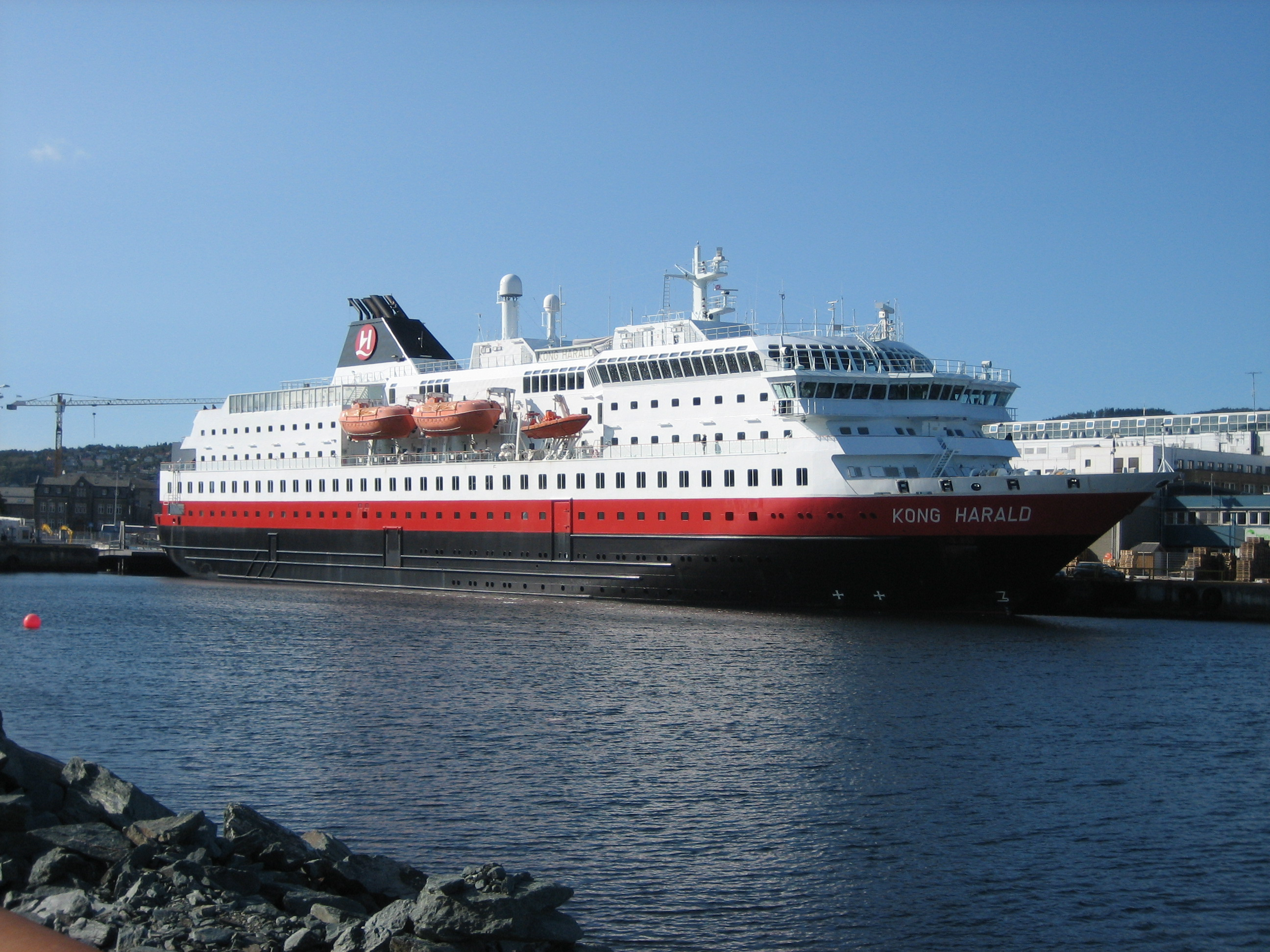
Die 1993 auf der Volkswerft gebaute Kong Harald

Da die Besatzungsmacht Sowjetunion einen enormen Bedarf an Fischereifahrzeugen hatte, wurde auch in dem zur sowjetischen Besatzungszone gehörenden Stralsund der Aufbau des industriellen Schiffbaus angestrebt. Am 7. Juni 1948 ordnete die SMAD im Befehl Nr. 103 den Bau einer Werft in Stralsund an, die am 15. Juni 1948 als VEB Volkswerft Stralsund in das Handelsregister eingetragen und am 1. Juli 1948 der Vereinigung Volkseigener Werften (VVW) unterstellt wurde. Im Jahr 1948 wurden sieben Große Schwarzmeer-Kutter, die auf den Werften in Brandenburg an der Havel, Roßlau, Aken und Derben zu 60 % vorgefertigt und in Stralsund endmontiert wurden, an die Sowjetunion übergeben.
Im Jahr 1949, so der Plan, sollte die Volkswerft innerhalb der Logger-Großserie 20, ab 1951 jährlich 100 Logger herstellen. Diese Größenordnung war für eine neu errichtete Werft nur durch Industrialisierung und Serienbau erreichbar. Das Schweißen ersetzte die bis dato üblichen Nietkonstruktionen. Im Taktverfahren wurden die Schiffe auf gleisgebundenen Transportmitteln, „auf rollendem Kiel“, in Sektionsbauweise gefertigt. Um wetterunabhängig zu bauen, waren feste, beheizbare Hallen notwendig.
Am 1. Juli 1948 wurde eine Lehrwerkstatt aufgebaut, aus der am 17. Oktober 1949 das Lehrkombinat der Werft entstand (von 1948 bis 1998 wurden über 10.000 Fachkräfte hier ausgebildet); damit erfolgte die Ausbildung des dringend benötigten Nachwuchses fast komplett auf der Werft selbst. Am 27. September 1948 wurde die Betriebssportgemeinschaft (BSG) Motor Stralsund gegründet. Im selben Monat fand eine von FDJ und FDGB organisierte „Jungaktivistenkonferenz“ mit 100 Jugendlichen statt, die zur Erfüllung des Zweijahrplanes höhere Arbeitsleistungen forderte. Dieser Plan beinhaltete die Erschließung von sumpfigem Gelände als Bauland für die neuen Werkshallen, für die 15.300 Pfähle gerammt wurden; 6.000 Arbeiter waren an der Erschließung des Werftgeländes beteiligt. Nach Aufspülungen und Pfahlgründungen wurden 12 Millionen Ziegel und 10.000 m³ Holz verarbeitet, in zehn Monaten eine 215 × 50 m große Schiffbauhalle gebaut. Mit dem Bau des ersten Loggers wurde am 29. August 1949 begonnen.
Am 28. Oktober 1948 leistete der Maurerpolier und spätere Ehrenbürger Stralsunds Paul Sack eine gut organisierte Höchstleistungsschicht, bei der er mit 2.600 vermauerten Steinen die Norm mit 430 % übererfüllte; weitere derartige Schichten anderer Maurer wie Hans Brandt folgten. Wurden zum Bau der Halle II noch 44 Tage benötigt, waren es für die Halle V nur noch zwölf Tage. Die Aktivistenbewegung wurde ins Leben gerufen.
Im Oktober 1949 waren auf der Volkswerft insgesamt 4.420 Mitarbeiter beschäftigt, wobei von den 727 Arbeitern im Schiffbau nur 39 gelernte Schiffbauer waren.
Am 6. November 1949, vier Wochen vor dem Besuch des Präsidenten der DDR Wilhelm Pieck, wurde der erste, im August des Jahres auf Kiel gelegte, Logger auf den Namen „Oktoberrevolution“ getauft; wegen einer Havarie an der Slipbühne konnte das Schiff erst am 18. November 1949 zu Wasser gelassen werden. Anstelle des Nietverfahrens war erstmals das Schweißverfahren angewandt worden; gab es 1948 nur acht Schweißer auf der Werft, wuchs die Zahl schnell auf über 400, dabei viele Frauen. Statt der geplanten 20 wurde im Jahr 1949 allerdings nur ein Logger gefertigt. Die Werft warb tausende Arbeitskräfte für die so genannte „Loggerschlacht“ an. Der Bau der Logger erfolgte in immer weniger Stunden: Für den Logger 401 wurden 212.247 Stunden benötigt, für Logger 403 noch 159.337 und für Logger 406 dann 94.268 Stunden. Zum III. Parteitag der SED im Juli 1950 wurde die Erfüllung des Zweijahrplanes mit der Fertigstellung des Loggers 424 als „Schiff der Partei“ gemeldet. Zu Beginn des ersten Fünfjahresplans forderten die Stralsunder Werftarbeiter die Arbeiter der anderen DDR-Werften zum „Massenwettbewerb“. Am 13. Oktober 1951 erfolgte der Stapellauf für das erste Hochseefischereifahrzeug der DDR, Trawler ROS 201, in Anwesenheit des stellvertretenden Ministerpräsidenten Heinrich Rau, der in seiner Rede betonte, dass die Werftarbeiter den Plan der Loggerproduktion um fünf Logger übererfüllt hätten.
Im Rahmen des Aufbaus der Volkspolizei See war ein Marinebauprogramm aufgelegt worden, das für die Jahre 1954 bis 1957 den Bau von 14 U-Booten, 55 U-Boot-Jägern noch neben dem Fischereibauprogramm vorsah. Für das U-Boot-Programm der DDR war U 345 gehoben und im November 1953 nach Stralsund verbracht worden; durch eine Havarie beim Aufslippen entstanden Schäden an der Slipanlage, die noch bis Ende 1953 die Fischereischifffertigung behinderten. Die Pläne für den U-Boot-Bau wurden Mitte 1953 eingestellt, U 345 Anfang 1955 auf dem Werftgelände verschrottet.
Am 2. Juli 1952 wurde die Betriebspoliklinik „Speranski“ (benannt nach Alexei Speranski) eröffnet, die die medizinische Betreuung der Werftmitarbeiter sicherstellte. Anfang 1953 bildeten die Werftarbeiter Dittmeier und der spätere Stralsunder Ehrenbürger Otto Nautsch die ersten „Komplexbrigaden“ zur Umsetzung der „kollektiven Aktivistenarbeit“. Ein „Kampfplan für den sparsamsten Materialverbrauch“ sah die Einsparung von Kohle, Koks, Blechen, Eisen und Öl im Wert von 700.000 Mark vor.
Am 18. Juni 1953 kam es auf der Werft zu Streiks im Rahmen des 1953er Volksaufstands. Etwa 1.000 Arbeiter der Nachtschicht legten die Arbeit nieder, die Werft wurde durch die Volkspolizei See und sowjetische Truppen abgeriegelt, dabei wurden auch Warnschüsse abgegeben. Der Aufstand wurde am 23. Juni 1953 endgültig beendet. Im Ergebnis wurden Pläne gesenkt, aber auch Kampfgruppen aufgebaut; bis Ende 1953 hatte die Kampfgruppe der Volkswerft schon 60 Mitglieder.
Der IV. Parteitag der SED im März/April 1954 brachte den Beschluss, noch im Jahr 1954 Massenbedarfsgüter für eine Milliarde Mark zusätzlich zu produzieren. Die Volkswerft stellte dafür verzinkte Wannen, Wassereimer und Ersatzteile für landwirtschaftliche Maschinen her. Zur Verbesserung der angespannten Wohnungssituation (zahlreiche Häuser waren beim Bombenangriff auf Stralsund am 6. Oktober 1944 zerstört worden) wurde am 8. Juni 1954 die Arbeiterwohnungsbaugenossenschaft (AWG) Volkswerft gegründet (1996 verfügte diese über 3.975 Wohnungen). Am 3. Januar 1956, dem 80. Geburtstag Wilhelm Piecks, lief ein Werftschlepper vom Stapel, der von Jugendlichen in 20.000 Stunden freiwilliger Arbeit und aus eingespartem Material gebaut worden war. Im selben Jahr berichtete die Werftzeitung „Unsere Werft“, dass 450 junge Werftangehörige freiwillig der KVP beigetreten seien, einer von ihnen war Klaus-Jürgen Baarß, später stellvertretender Chef der Luftstreitkräfte der DDR, er lernte auf der Volkswerft Stahlschiffbauer.

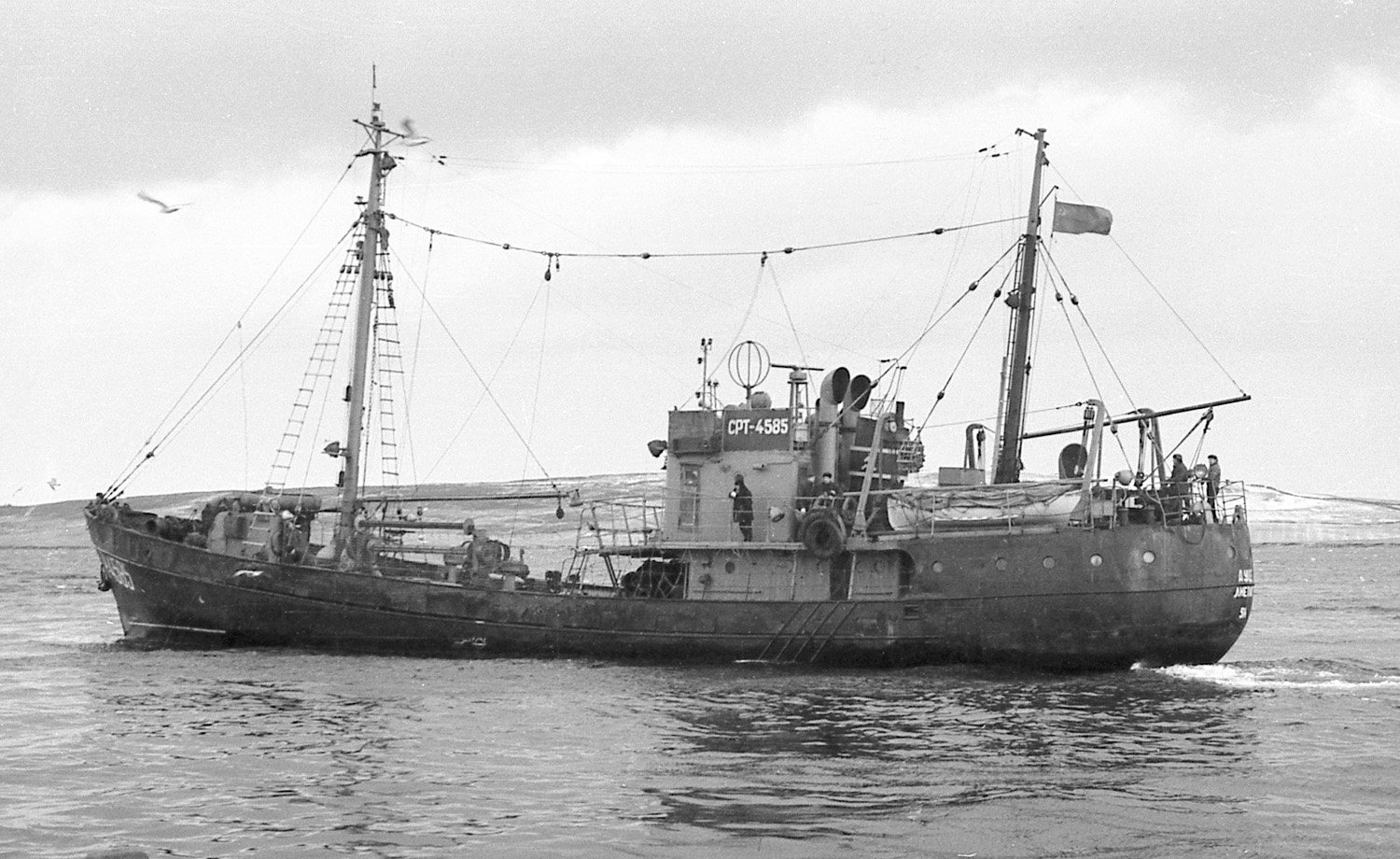
SRT-4585 „Autze“ aus der Logger-Großserie, Baujahr 1958

Die Volkswerft entwickelte sich ab 1954 zu einem der größten Exportbetriebe der DDR; vor allem für die Sowjetunion wurden Schiffe produziert. Von 1949 bis 1958 wurden 594 Logger gebaut; das Projekt hatte das sowjetische Ingenieurtechnische Büro Fischereischiffbau, MRP (Berlin-Karlshorst) entwickelt. Der erste Seitentrawler wurde am 17. Mai 1952 an das Fischkombinat Rostock übergeben. Nachdem 1954 der Außenhandel der DDR hauptsächlich auf die Sowjetunion ausgerichtet wurde, präsentierte sich die Volkswerft im Mai 1956 erstmals im westlichen Ausland bei einer Fischereimesse in Kopenhagen. Hier wurde auch der 350. Logger ausgestellt; Island bestellte zwölf Logger; von der Island-Logger genannten Serie wurde der erste 1958 nach Island exportiert. Am 16. Juni 1956 lief der erste von zwanzig für die DDR-Hochseeflotte bestimmten Stahlkuttern mit einer Länge über alles von 26,5 Metern (siehe 26,5-m-Kutter) vom Stapel. Der erste Mitteltrawler wurde am 9. August 1957 in Anwesenheit des Ersten Stellvertreters des Ministerrates der UdSSR, Anastas Mikojan, und des Vorsitzenden des Ministerrates der DDR, Otto Grotewohl, an die Sowjetunion übergeben. Er bildete den Beginn einer 172 Schiffe umfassenden Großserie, die den Hauptteil des Volkswerft-Programms bis 1960 ausmachte und von denen 171 an die sowjetische Fischfangflotte übergeben wurden. Dank dieses Großauftrages nahm die Stadt Stralsund 1960 im Exportaufkommen den zweiten Platz von 13 Kreisen des Ostseebezirkes ein, 32,4 % der Exportproduktion (282 Millionen Mark) produzierte die Volkswerft.
Im Rahmen des Nationalen Aufbauwerkes wurde auf der Werft eine Personenfähre gebaut und am 30. April 1957 zu Wasser gelassen. Der Stralsunder fuhr ab August 1957 in Diensten der „Weißen Flotte“ auf dem Strelasund. Am 1. Januar 1958 wurde der bisher eigenständige VEB Schiffbau- und Reparaturwerft Stralsund der Volkswerft als Bereich Schiffsreparaturen angegliedert. Planungen für einen Ausbau des Werftgeländes begannen, ab August 1958 wurde mit den Arbeiten begonnen. Nach dem V. Parteitag der SED, auf dem die Werft mit dem Bau von größeren Schiffen beauftragt wurde, begannen die Projektierungsarbeiten für den Typ „Tropik“. Für die sowjetische Fischfangflotte wurde im September 1960 das erste Heckfangschiff des Typs auf Kiel gelegt. Die Arbeiten für die Werfterweiterung inklusive einer Absenkanlage behinderten den Schiffbau unvorhergesehen, Terminverzug war die Folge; die ersten Schiffe der Tropik-Serie mussten in anderen Werften gebaut bzw. vorgefertigt werden.

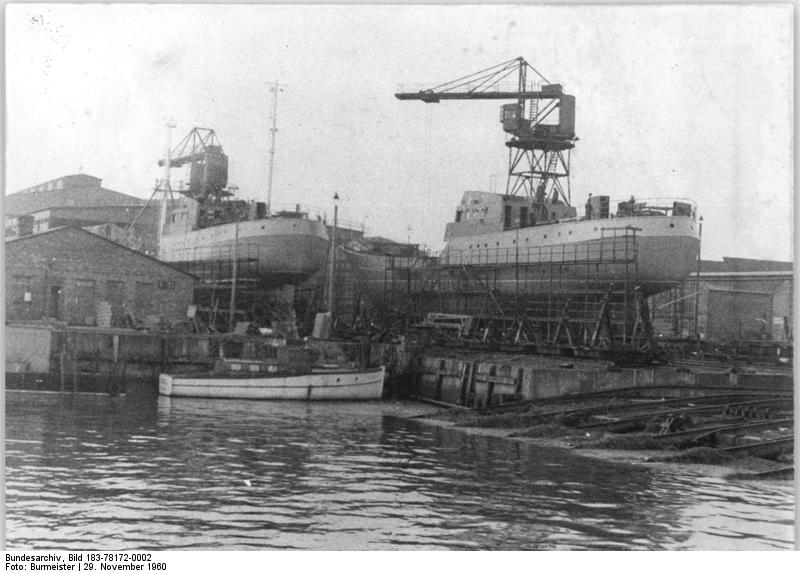
Letzter Mitteltrawler der Volkswerft Stralsund auf der Helling (1960)

Das Schiff konnte noch auf See unter Deck den Fang verarbeiten und einfrieren. Die westdeutsche Hallstein-Doktrin wirkte sich jedoch auch auf die Volkswerft aus; die Lieferung von Stahl und anderem Material verzögerte sich oder blieb ganz aus, zudem nutzten viele Werftangehörige die noch offene Grenze zur Bundesrepublik zur Flucht. Innerhalb des „sozialistischen Wettbewerbs“ wurden neue Wege zur Planerfüllung gesucht. Ingenieure entwickelten für die Tropik-Serie einen Verstellpropeller, der die Produktion unabhängiger von westlicher Lieferung machte. Dennoch gelang es der Werft noch 1961 nicht, den Plan zu erfüllen.
In den Jahren 1958 bis 1962 wurden auch 24 15-Tonnen-Schwimmkräne für die Sowjetunion gebaut.
Im Mai 1962 wurde eine automatische Fließstraße, auf der Platten vom Stahllager über mehrere Stationen in die Halle VII transportiert wurden, in Betrieb genommen und am 15. November 1962 eine 3.300-Tonnen-Schiffshebe- und Absenkanlage. Im selben Jahr war das erste Schiff vom Typ „Tropik“ ausgeliefert worden. Am 15. Juli 1963 beurteilte der Vorsitzende des Staatsrates der DDR Walter Ulbricht auf der 29. Sitzung des Staatsrates der DDR die planwirtschaftliche Situation der Volkswerft: „Die Stralsunder Werftarbeiter haben den Zusammenhang zwischen dem Niveau ihres Lebensstandards und dem wissenschaftlich-technischen Höchststand klar erkannt. Sie haben heute einen Rückstand gegenüber der vergleichbaren westdeutschen Rickmers-Werft, der sich in 20 Prozent höheren Produktionskosten ausdrückt. Sie sind entschlossen, diesen Weg aufzuholen, und sie kennen den Weg dazu“. 61 % des Endprodukts, in diesem Fall der Schiffe vom Typ „Tropik“, wurden von der Zulieferindustrie bereitgestellt. Daher startete die Volkswerft im August 1963 einen „Komplexwettbewerb“ mit den Zulieferern, darunter dem VEB Kühlautomat Berlin, zur Beseitigung des zu hohen Aufwandes bei der Fertigung der Schiffe, was auch erreicht wurde; beim Schiff „Tropik“ 7031 wurden die Kosten erstmals um 20 % gesenkt, beim Schiff „Tropik“ 7044 um weitere 10 %. Die Bauzeit verkürzte sich von 310 Tagen beim Schiff 7014 auf 161 Tage beim Schiff 7056. Dafür erhielt die Volkswerft am 6. Oktober 1964 das Banner der Arbeit. Mit einer Industrieproduktion in Höhe von 416 Millionen Mark erwirtschaftete die Werft in diesem Jahr 76,5 % der industriellen Gesamtproduktion Stralsunds, die Stadt stand im Bezirk Rostock mit 41,1 % des Exportaufkommens dank der Werft an erster Stelle.

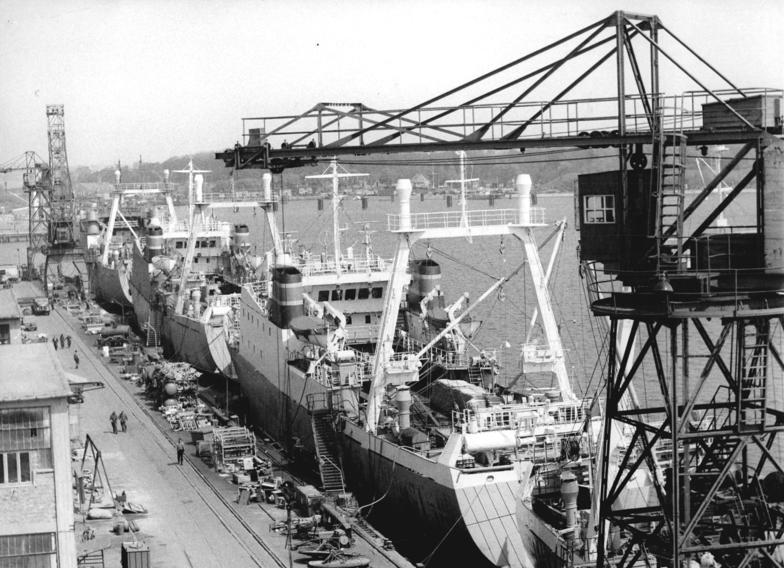
Schiffe vom Typ Atlantik am Ausrüstungskai, 1967

Einen neuen Schiffstyp namens „Atlantik“ legte die Volkswerft am 22. Juni 1965 auf Kiel. Am 7. November 1966 wurde das letzte von 86 Schiffen des Typs „Tropik“ übergeben, am 24. April 1967 das erste Schiff Typ „Atlantik“ an die Sowjetunion übergeben, für den 360.000 Arbeitsstunden aufgewendet wurden. Die Volkswerft hatte, wie der sowjetische Außenhandelsminister Nikolai Patolitschew am 17. März 1967 bei einem Besuch der Werft feststellte, den größten Exportanteil aller DDR-Betriebe in die UdSSR. Im November 1967 wurde mit dem Schiff „Atlantik“ 7120 das 1.000. Schiff auf der Volkswerft fertiggestellt.
Ein weiterer Betrieb wurde am 1. Januar 1968 mit dem „Maschinen- und Apparatebau Stralsund“ angegliedert. Im selben Jahr wurden die Dispatcherzentrale rationalisiert, die EDV-Anlage Robotron 300 installiert und eine automatisch gesteuerte Fließstraße für Profilfertigung sowie eine komplexe Verzinkerei im Rohrbau eingeführt. Am 1. Januar 1971 wurden die Betriebe „Fischbearbeitungsautomat Trassenheide“, „Boots- und Reparaturwerft Greifswald“ und „Metallbearbeitung Greifswald“ in die Volkswerft eingegliedert, am 30. Januar 1971 der Grundstein für die Großsektionsbauhalle gelegt; diese 32 Meter hohe, 148 Meter lange und 78 Meter breite Montagehalle wurde 1973 fertiggestellt und ermöglichte eine witterungsgeschützte Montage. Nachdem 1970 das letzte von 107 Schiffen des Typs „Atlantik“ übergeben wurde, erfolgte am 16. März 1971 die Kiellegung des ersten Schiffes vom Typ „Atlantik-Supertrawler“. Das ehemalige Urlauberschiff des FDGB Fritz Heckert diente ab 1972 im Stralsunder Hafen der Unterbringung von zusätzlich geworbenen Werftarbeitern. Ein in Klaipeda gebautes Schwimmdock (101 m lang, 21,5 m breit, Hebefähigkeit 4.500 Mp) wurde 1973 eingeweiht und noch bis ins Jahr 1996 genutzt.
Im selben Jahr wurden auf der Werft 17 Schiffe vom Typ „Atlantik“, eins vom Typ „Atlantik Supertrawler“ und sechs Forschungsschiffe gefertigt. Am 22. Juni 1973 wurden die neuen Produktionshallen IX und X übernommen. Anfang Februar 1974 wurde die Volkswerft mit dem Vaterländischen Verdienstorden in Gold ausgezeichnet. Zum 30. Betriebsjubiläum konnte die Werft 1.238 hier gefertigte Schiffe und Boote ausweisen, davon 1.198 Fischereischiffe, von denen 1108 unter sowjetischer Flagge fuhren.
Von 1972 bis 1974 wurde ein elfgeschossiger Verwaltungsbau errichtet, das so genannte Werfthochhaus (An der Werft 5), das fortan zahlreiche Abteilungen beherbergte.
Am 1. Januar 1979 wurde die Volkswerft dem Kombinat Schiffbau Rostock unterstellt. Am 22. Dezember 1980 wurde der erste Gefriertrawler-Seiner Typ „Atlantik-333“ auf Kiel gelegt, der am 2. Januar 1981 übergeben wurde. 1985 wurde erstmals ein Schweißroboter eingesetzt. Im selben Jahr wurde die Volkswerft Stralsund vom Londoner Lloyd als Nummer eins in der Welt beim Bau von Fischereischiffen geführt.

### 1990 bis 1993: Deutsche Maschinen- und Schiffbau AG Rostock und Treuhand
Mit der Wende und friedlichen Revolution in der DDR und der Währungs-, Wirtschafts- und Sozialunion brach 1990 der Absatzmarkt im Osten komplett ein. Die Volkswerft sollte nach dem letzten Regierungsabkommen der DDR und der Sowjetunion vom 24. Januar 1990 bis 1995 noch 45 Trawler für die Sowjetunion produzieren. Im Mai 1990 beschloss die Deutsche Maschinen- und Schiffbau AG (DMS, vollständig in Besitz der Treuhandanstalt), zu der die Volkswerft jetzt gehörte, einen Baustopp für die nach dem Vertrag noch im Jahr 1992 zu liefernden Schiffe. Am 1. Juni 1990 wurde der VEB Volkswerft Stralsund in eine Kapitalgesellschaft überführt und firmierte nun als Volkswerft Stralsund GmbH. 1991 meldete der Auftraggeber für die sieben fertigen Fabriktrawler (Atlantik 488, Bau-Nr. 831–837) seine Zahlungsunfähigkeit an. Die DMS musste 1991 über eine Milliarde DM an Krediten aufnehmen, um den Zahlungsausfall zu bewältigen. Insgesamt wurden im Jahr 1991 etwa 11.700 Mitarbeiter der in der DMS zusammengefassten ostdeutschen Werften entlassen, Kurzarbeit wurde eingeführt.
Das Interesse an einer Übernahme der Volkswerft war gering, zumal hier nur Schiffe bis 120 m Länge gebaut werden konnten. Der Interessent Meyer Werft sagte der Treuhand am 11. November 1991 ab.
Im Herbst 1990 prüfte die Werftleitung einen Auftrag von Hurtigruten über den Bau von Passagier- und Frachtschiffen. Zusammen mit der Meyer Werft wurde ein Angebot abgegeben, die Werft erhielt den Zuschlag. Die Kreditanstalt für Wiederaufbau und die Treuhandanstalt gewährten den norwegischen Reedern günstige Kredite. Am 4. November 1991 begann der Bau des ersten Schiffes. Bis 1994 wurden drei Passagier-Fracht-Schiffe (MS Kong Harald, MS Richard With, MS Nordlys) an die norwegische Hurtigruten übergeben.
Aus dem Januar 1992 stammte ein Vertrag über den Bau von Laderaumsaugbaggern; drei Laderaumsaugbagger wurden 1993/1994 gebaut und übergeben. Im Juni 1992 wurde ein Vertrag mit einer Fischereikolchose aus Sachalin über die Lieferung von 15  Fang- und Verarbeitungsschiffen abgeschlossen, die Schiffe wurden bis 1995 alle abgeliefert. Damit endete der Fischereischiffbau auf der Stralsunder Werft.

Logo Bremer Vulkan

### 1993 bis 1997: Bremer Vulkan und Treuhand

Logo A. P. Møller-Mærsk

Am 22. Januar 1993 erfolgte die erste Privatisierung der Volkswerft unter Federführung der Bremer-Vulkan-Gruppe. Am 21. Februar 1996 stellte die Vulkan AG einen Insolvenzantrag. In der Folge wurde bekannt, dass 850 Millionen DM, die von der Treuhand für Investitionen in die Werften in Stralsund und Wismar ausgereicht wurden, zweckwidrig an die westdeutschen Betriebe der Vulkan-Gruppe umgeleitet worden waren. Die Werft wurde im September 1996 in die Ostseebeteiligungsgesellschaft ausgegliedert, deren Hauptgesellschafter die Bundesanstalt für vereinigungsbedingte Sonderaufgaben (BvS) war. Ein Konkurs der Volkswerft selbst konnte durch Intervention der Landesregierung von Mecklenburg-Vorpommern abgewendet werden, das Land war fortan Miteigentümer (38 %) der Volkswerft. Der Werft wurden 1997 nochmal 590 Millionen DM an Beihilfen (von Land und BvS) genehmigt.
Am 5. Juli 1997 wurde die neue Schiffbaumontagehalle offiziell in Betrieb genommen: Mit einer Höhe von 74 Metern, einer Länge von 300 Metern und einer Breite von 108 Metern war sie zum damaligen Zeitpunkt die größte Schiffbauhalle der Welt. Gleichzeitig wurde der neue Schiffslift übergeben, der mit 21.735 Tonnen Tragkraft zu diesem Zeitpunkt ebenfalls weitaus der größte der Welt war. Im Jahr 1997 wurde mit der Michaela S. ein Containerschiff des Standard-Typs Flender FW 2500, entwickelt von der zum Bremer Vulkan gehörenden Flender Werft AG, Lübeck (vormals Flender-Werke), erstmals bei der Volkswerft gebaut. Der Typ CV 2500 war, zum Teil in weiterentwickelter Version, der meistgebaute Schiffstyp der Werft ab 1997.

### 1998 bis 2007: A. P. Møller-Mærsk
Für eine erneute Privatisierung beauftragte man das Unternehmen Goldman Sachs. Am 31. Januar 1998 wurde die Werft zum zweiten Mal privatisiert. Der dänische Konzern A. P. Møller-Mærsk übernahm für 2,5 Millionen DM die Mehrheitsanteile.
Für die Gestaltung der Schiffbauhalle erhielt die Volkswerft am 23. September 1999 den „European Structural Steel Award“ verliehen.
Im Juni 2004 verließ der 1.600. Neubau die Werft in Stralsund. Im April 2005 wurde der bestehende Schiffslift um 40 Meter auf 275 Meter verlängert. Der Lift war damit in der Lage, auch 4000-TEU-Containerschiffe der Panamax-Klasse, die jetzt in der Werft gefertigt wurden, bis zu elf Meter tief abzusenken. Der Ausbau der Anlage kostete annähernd zehn Millionen Euro. Diese Anlage war einzigartig in der Welt. Die Neubauten wurden in der Schiffbauhalle ebenerdig gebaut, dann aus der Halle hinausgezogen und auf den Schiffslift gerollt und dort ins Wasser abgesenkt.

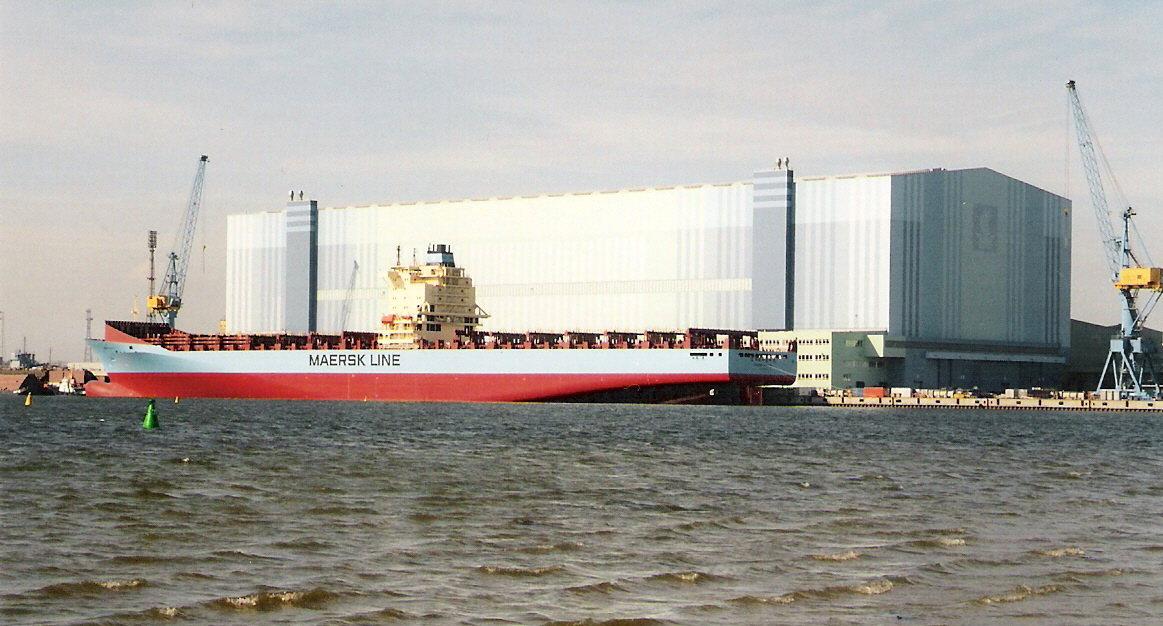
Maersk Boston, im März 2006 vor der Volkswerft

2003 wurden drei Containerschiffe der Olga-Maersk-Klasse mit einer Kapazität von 3.028 TEU und einer Länge ü. a. von 237 Metern gebaut. Es waren die bis dahin größten auf der Volkswerft gebauten Schiffe. 2004 und 2005 wurden weitere sechs Schiffe des 2.500-TEU-Typs gebaut. Übertroffen wurde diese Kapazität von sieben Schiffen mit Platz für mehr als 3.000 TEU, deren erstes am 19. August 2005 auf Kiel gelegt wurde. Die Schiffe waren 293 Meter lang und 33 Meter breit und für den A.-P.-Møller-Mærsk-Konzern bestimmt. Damit war die Auslastung der Werft bis Ende 2007 gesichert. Voraussetzung für den Bau war die Ausbaggerung der Stralsunder Ostansteuerung des Strelasundes auf 7,5 Meter; 16 Millionen Euro kostete die Ausbaggerung der 50 Kilometer Seeweg. Unbeladen hat ein 3000-TEU-Containerfrachter dann noch ca. einen Meter Wasser unterm Kiel, wenn er den Strelasund passiert.
Aufgrund stark gestiegener Stahlpreise erwirtschaftete die Volkswerft in den Jahren 2006 und 2007 ein Minus in zweistelliger Millionenhöhe. Da für die bestellten Schiffe keine Gleitklausel vereinbart worden war, die es der Werft ermöglicht hätte, Preissteigerungen auf den Kaufpreis umzulegen, die Kosten für die Produktion eines Containerschiffes aber von 35 Millionen im Jahr 2004 auf 50–55 Millionen Euro gestiegen waren, mussten die Verluste anderweitig aufgefangen werden. So wurde das Weihnachtsgeld für die Beschäftigten weiter ausgesetzt und eine 40-Stunden-Woche vereinbart.
Im Sommer 2005 begannen die Arbeiten an einer neuen Serie von sieben, 293 Meter langen 4.200-TEU-Panamax-Containerschiffen. Im Herbst 2005 wurde das erste davon auf Kiel gelegt, am 19. Februar 2006 wurde der Neubau aus der Schiffbauhalle gezogen und zu Wasser gelassen. Im Mai 2006 wurde es als Maersk Boston abgeliefert als größtes in Deutschland gebautes Containerschiff. Ausgestattet mit einem 12-Zylinder-Sulzer-Diesel mit 93.400 PS erreicht es eine Dienstgeschwindigkeit von 29,2 Knoten und war somit das schnellste Containerschiff der Welt. Es fuhr unter britischer Flagge und wurde im Transpazifikdienst eingesetzt.

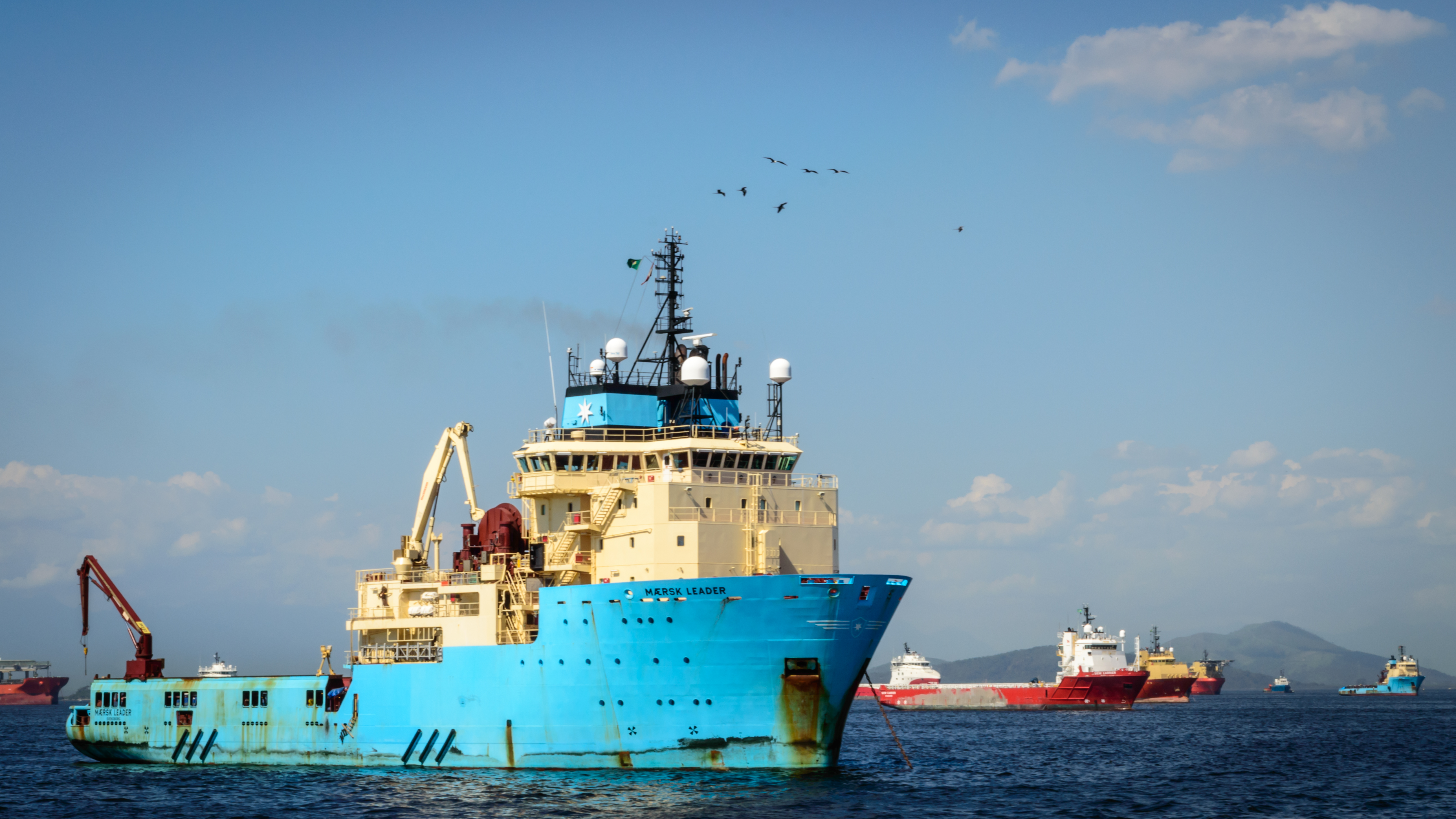
Ankerziehversorgungsschiff Maersk Leader, gebaut 2009

Im Dezember 2006 billigte die EU-Kommission eine staatliche Beihilfe für die Werft in Höhe von 4,2 Millionen Euro. Die Volkswerft investierte inklusive dieser Mittel 18,8 Millionen Euro in die Modernisierung.

### 2007 bis 2010: Hegemann-Gruppe
Ende Juli 2007 wechselte die Schiffswerft ihren Besitzer. Der Kaufpreis betrug laut Financial Times Deutschland vom 5. Juli 2007 26 Millionen Euro, andere Schätzungen gingen – abhängig vom Auftragsbestand – von 40 bis 100 Millionen Euro aus. Der neue Eigner, Detlef Hegemann, erwog eine Umbenennung in „Hanse-Werft“, was von der Belegschaft abgelehnt wurde. Im September wurde an der Fassade der Werfthalle die Inschrift „VOLKSWERFT STRALSUND“ erneuert, darunter der Zusatz „d h“ angebracht, die Initialen Hegemanns. Auch ein weithin sichtbarer Würfel auf einem Verwaltungshochhaus, der auf zwei Seiten das Schiffsymbol trägt, wurde durch die Initialen „d h“ ergänzt.
Das letzte Schiff der 4200-TEU-Panamax-Serie wurde am 4. November 2007 zu Wasser gelassen. Ab 2008 wurden nochmals mehrere 2500-TEU-Containerschiffe produziert. Im Mai 2009 hatte die Werft noch feste Aufträge für drei Containerschiffe und fünf Ankerziehversorgungsschiffe.
Aufgrund der sinkenden Nachfrage nach Containerschiffen änderte die Werft im Jahr 2009 ihre Ausrichtung hin zum Spezialschiffbau. Im Mai 2009 gab sie einen Vertragsabschluss mit der Reederei Premicon AG über den Bau von sechs Flusskreuzfahrtschiffen bekannt, wovon drei als Festauftrag und drei weitere als Option vereinbart wurden.

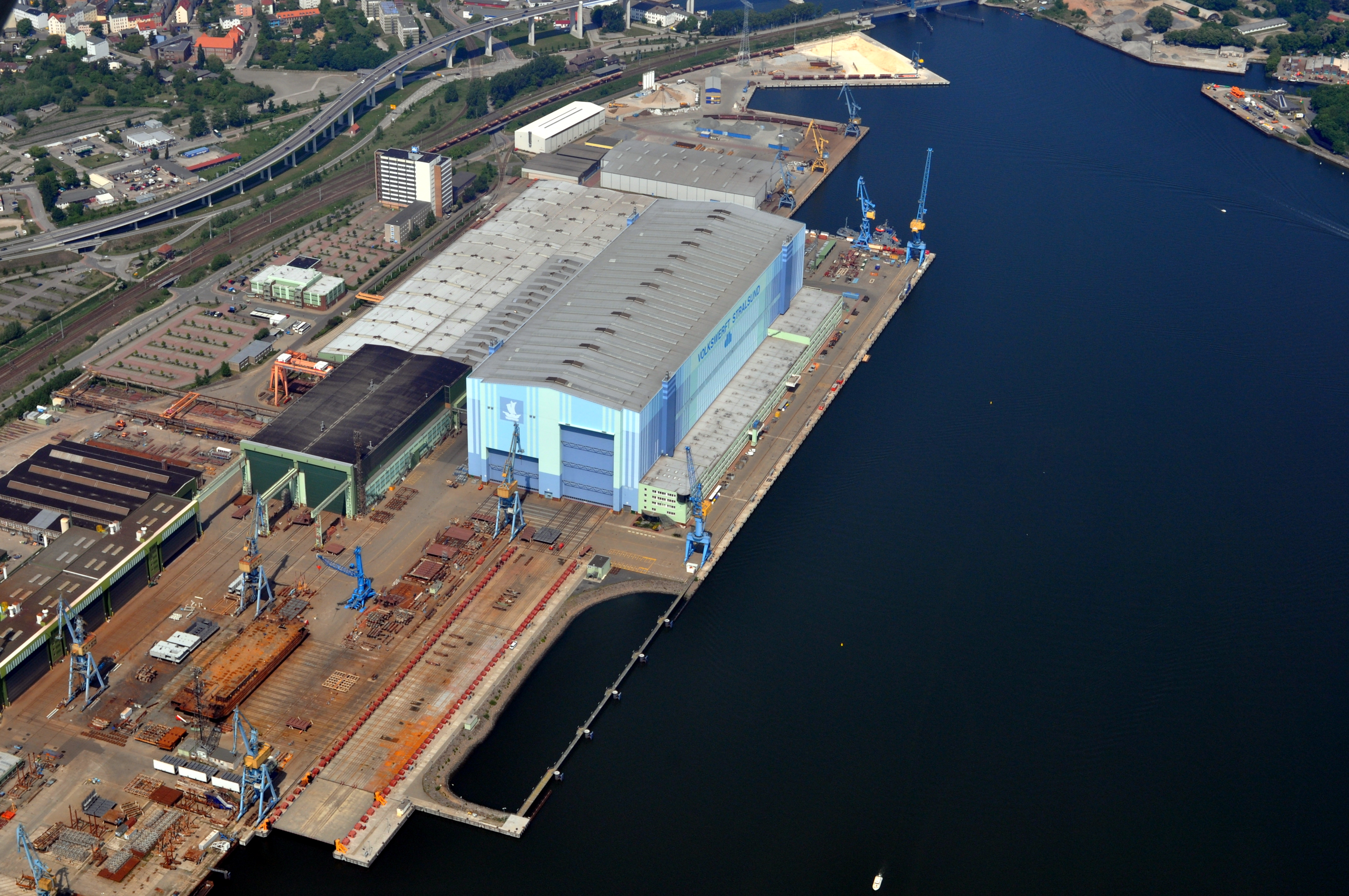
Das Gelände der Werft mit Schiffbauhalle (2011)

### 2010 bis 2014: P+S-Werften
Im Juni 2010 entstand die P+S Werften GmbH, in der die Wolgaster Peenewerft und die Stralsunder Volkswerft verschmolzen waren. 93 Prozent der Anteile der GmbH hielt die HSW Treuhand- und Beteiligungsgesellschaft, eine Tochtergesellschaft der Frankfurter Cornelius Treuhand GmbH, die restlichen sieben Prozent hielt die Hegemann-Gruppe.

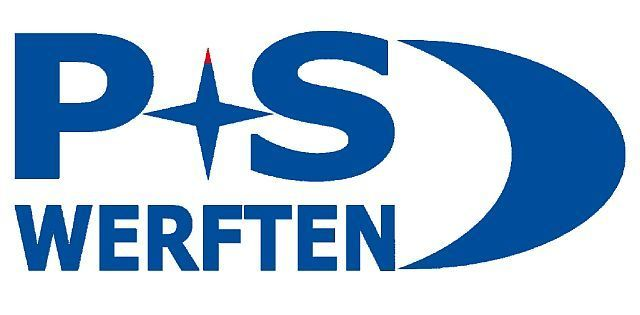
Logo P+S Werften

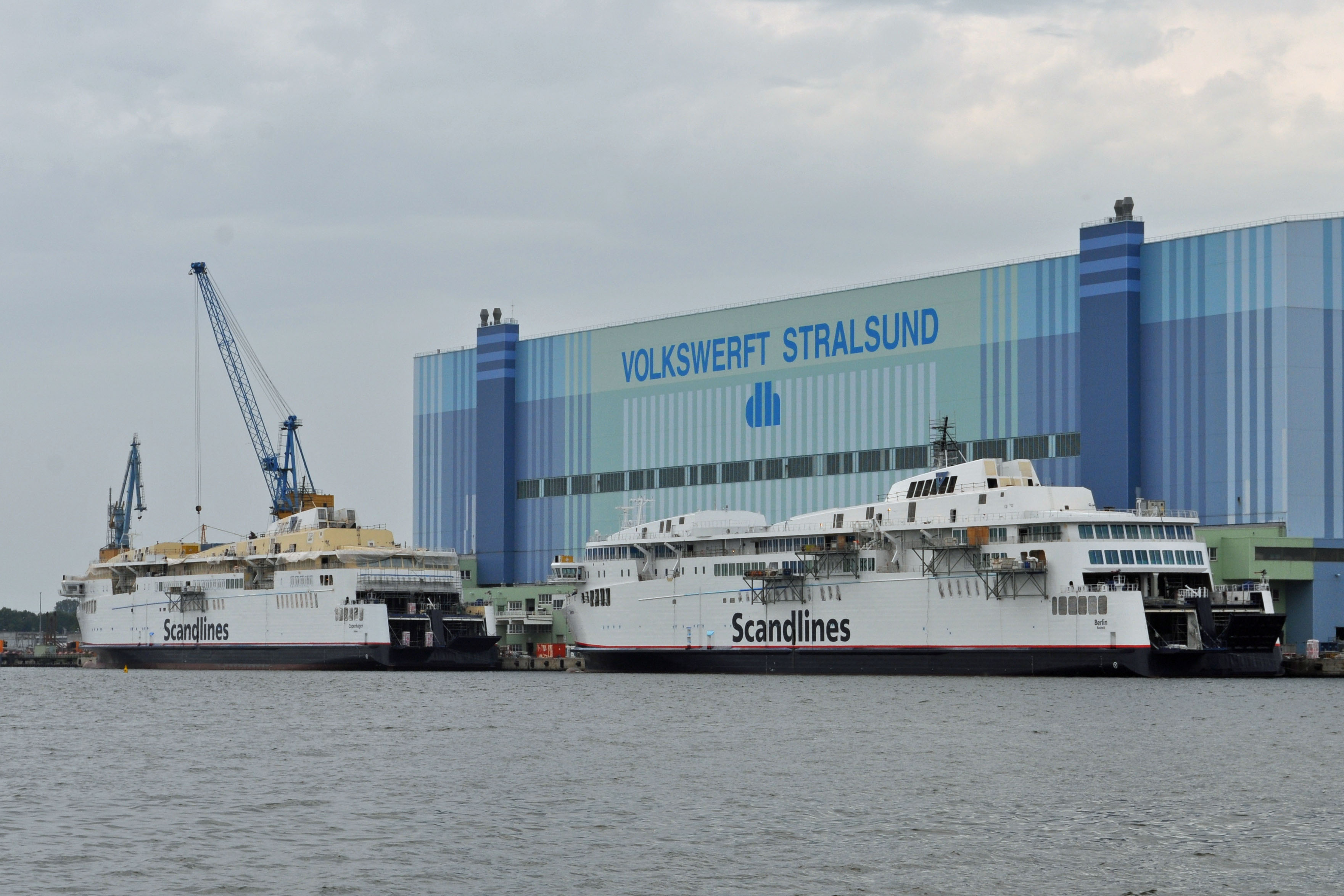
Die beiden Fährschiffe für Scandlines (2012)

Die P+S Werften GmbH stellte im August 2012 einen Insolvenzantrag. Die Beschäftigten der Werft erhielten zunächst Insolvenzausfallgeld und wurden anschließend von einer dafür gegründeten Auffanggesellschaft übernommen. Von September 2012 bis Januar 2013 ruhte der Schiffbaubetrieb; dann wurde der Bau von zwei Fährschiffen für die dänische Reederei Det Forenede Dampskibs-Selskab (DFDS) wieder aufgenommen.
Während des Insolvenzverfahrens wurde ein Käufer für die Volkswerft selbst sowie für zwei nicht abgenommene Fährschiffe (Berlin und Copenhagen), die im Auftrag der Reederei Scandlines gefertigt wurden, gesucht. Erst im März 2014 wurden die zu schwer geratenen Schiffe an den ursprünglichen Auftraggeber für ein Sechstel des ursprünglichen Kaufpreises verkauft.
Der größte Teil der in die Transfergesellschaft gewechselten Arbeiter der insolventen P+S-Werften GmbH war in Stralsund beschäftigt; dort arbeiteten sie für die neu gegründete Stralsunder Schiffbaugesellschaft bis Anfang 2014 noch zwei Schiffbauaufträge der P+S-Werften auf der Volkswerft ab; von den ab November 2012 in die Transfergesellschaft gewechselten 1.681 Arbeitern waren Anfang Juli 2013 833 in einem Arbeitsverhältnis. Anfang August 2013 berichtete die Ostsee-Zeitung erstmals, dass Witalij Jussufow, der russische Eigner der Nordic Yards, Interesse an der Übernahme der Volkswerft bekundet hätte. Der zum Insolvenzverwalter bestellte Berthold Brinkmann gab Mitte August 2013 bekannt, dass er mit mehreren Interessenten in Gesprächen stehen würde. Brinkmann ging im August 2013 noch davon aus, dass die Werft zum Jahresende 2013 einen neuen Eigner haben würde. Die noch in der Transfergesellschaft verbliebenen 750 Arbeiter wurden zum 1. November 2013 arbeitslos, da die Transfergesellschaft nur für ein Jahr Bestand hatte; etwa 200 Mitarbeiter waren weiter mit der Fertigstellung von zwei Aufträgen der DFDS beschäftigt. Nachdem die russische Regierung erklärt hatte, Schiffbau-Aufträge ausschließlich an russische Werften zu vergeben, wurden Witalij Jussufow nur noch geringe Aussichten auf eine Übernahme eingeräumt; ihm wurde eher Interesse an den qualifizierten Arbeitern nachgesagt. Zu den Bewerbern zählte neben der Staatsholding aus Tatarstan ein französisch-deutsches Konsortium.
Im Januar 2014, kurz vor der Entscheidung der Landesregierung Mecklenburg-Vorpommern und des Gläubigerausschusses über die Zukunft der Volkswerft, gab es nach einem Bericht der Ostseezeitung drei Interessenten an der Werft: Die Nordic-Yards-Gruppe gab ein Gebot über drei Millionen Euro für die Werft und die beiden unfertigen Fähren ab, ohne Beschäftigungsgarantie für die Arbeiter. Als weiterer Interessent gab die Hamburger Windkraft-Investmentfirma New Global Wind ein Angebot für die Immobilien der Werft ab. Die dänische Fährlinie Scandlines bot für die beiden einst von ihr im Auftragswert von 184 Mio. Euro bestellten, aber nicht abgenommenen Fährschiffe Berlin und Copenhagen, 27 Mio. Euro und erhielt letztlich auch den Zuschlag. Die beim Amtsgericht Stralsund eingetragene Maritime Beteiligungsgesellschaft mbH bot zuletzt 62,2 Mio. Euro für die Übernahme der Werft und die beiden Fährschiffe, zudem wollte sie zunächst 450 Mitarbeiter, später sogar 950 Mitarbeiter beschäftigen; die Finanzierung des Angebots wurde nach Angaben des Insolvenzverwalters allerdings nicht ausreichend dargelegt.
Anfang 2014 berichtete der Insolvenzverwalter, dass es auch beim Bau der beiden für die Reederei DFDS bestimmten Schiffe technische Probleme gab. Die Ostseezeitung berichtete, dass die Landesregierung von Mecklenburg-Vorpommern statt auf die Fortführung des Schiffbaus am Standort Stralsund auf eine Ansiedlung des Kranbauers Liebherr setze, dafür müsste allerdings das Fahrwasser der Ostansteuerung abermals vertieft und verbreitert werden. Die russische Nordic Yards erhöhte ihr Angebot auf eine Summe von 6½ Millionen Euro.
Das Land Mecklenburg-Vorpommern als größter Gläubiger verlor mit der P+S-Insolvenz etwa 270 Millionen Euro durch Bürgschaften. Im Landtag Mecklenburg-Vorpommern beschäftigte sich auf Antrag der Fraktionen von Die Linke und Bündnis 90/Die Grünen ein Untersuchungsausschuss der 6. Wahlperiode von 2012 bis 2016 mit der Klärung von Sachverhalten im Zusammenhang mit der finanziellen Unterstützung der P+S Werften. Laut Stefanie Drese, Obfrau der SPD-Fraktion im Ausschuss, waren Missmanagement und Intransparenz der Werftengeschäftsführung die Hauptursache für die Insolvenz, der negative Höhepunkt seien die von der Geschäftsführung nach ungenügender Prüfung zu Lasten der Werft geschlossenen Verträge zu den Scandlines-Aufträgen gewesen. Die Landesregierung habe ihre Entscheidungen sachlich fundiert und nach bestem Wissen getroffen und alles getan, was rechtlich möglich und volkswirtschaftlich sinnvoll gewesen sei. Der Obmann von Bündnis 90/Die Grünen, Johannes Saalfeld, sah im Bericht eine Verschleierung, da die Koalitionsparteien darin verschweigen würden, dass diese Geschäftsführung der Werft nichts unbeobachtet machen konnte. Auch Die Linke sah eine Mitverantwortung der Landesregierung.
Der Insolvenzverwalter Berthold Brinkmann forderte wegen vermeintlich fehlerhafter Sanierungsgutachten eine halbe Milliarde Euro von KPMG Schadenersatz. Eine Klage der Hegemann-Gruppe als früherer P+S-Gesellschafter auf Schadensersatz wurde vom Landgericht Hamburg mit Urteil vom 24. Januar 2019 (326 O 227/13) abgewiesen.

### 2014 bis 2016: Nordic Yards

Logo Nordic Yards

Am 22. April 2014 berichtete der Insolvenzverwalter, dass die Bemühungen von Nordic Yards um eine Übernahme der Volkswerft Erfolg hatten. Die Landesregierung in Schwerin als größter Gläubiger der Volkswerft sprach sich für einen Verkauf an die Nordic-Werftengruppe aus.
Am 27. Mai 2014 wurden die Verträge zur Übernahme der Werft in Stralsund durch Nordic Yards unterzeichnet. Der Geschäftsführer erklärte dabei, dass im Zuge der Umstrukturierung der Name Volkswerft durch den Namen Nordic ersetzt werde. Die Übernahme durch Nordic erfolgte bereits zum 1. Juni 2014. Der Kaufbetrag betrug zunächst fünf Millionen Euro, weitere 1½ Millionen Euro wollte Nordic nach Überschreiten der Gewinnzone der Volkswerft zahlen. Nordic Yards verpflichtete sich zudem nach eigenen Angaben, bis zum Jahresende 2014 250 Mitarbeiter zu beschäftigen, bis Ende 2017 sollten es 500 Beschäftigte sein, die Aufträge aus dem Schiffbau bzw. dem Bau von Offshore-Windenergieanlagen wahrnehmen sollten. Den im Mai 2014 angekündigten Großauftrag zur Herstellung einer Offshore-Anlage für ein spanisches Unternehmen erhielt die Volkswerft nicht.
Ab Juli 2014 wurde auf dem Gelände der Volkswerft Stralsund ein Fundament für eine schwimmende Windenergieanlage gefertigt, dessen neues Design getestet werden sollte. Hierfür war die ESG Edelstahl und Umwelttechnik Stralsund GmbH als Mitglied der Dresdner GICON-Firmengruppe verantwortlich, die das „Schwimmende Offshore-Fundament“ (SOF) entwickelte. Dieses Funktionsmuster sollte 2015 nahe dem Offshore-Windpark „EnBW Baltic 1“ errichtet und anschließend erprobt werden.

### 2016 bis 2022: MV Werften

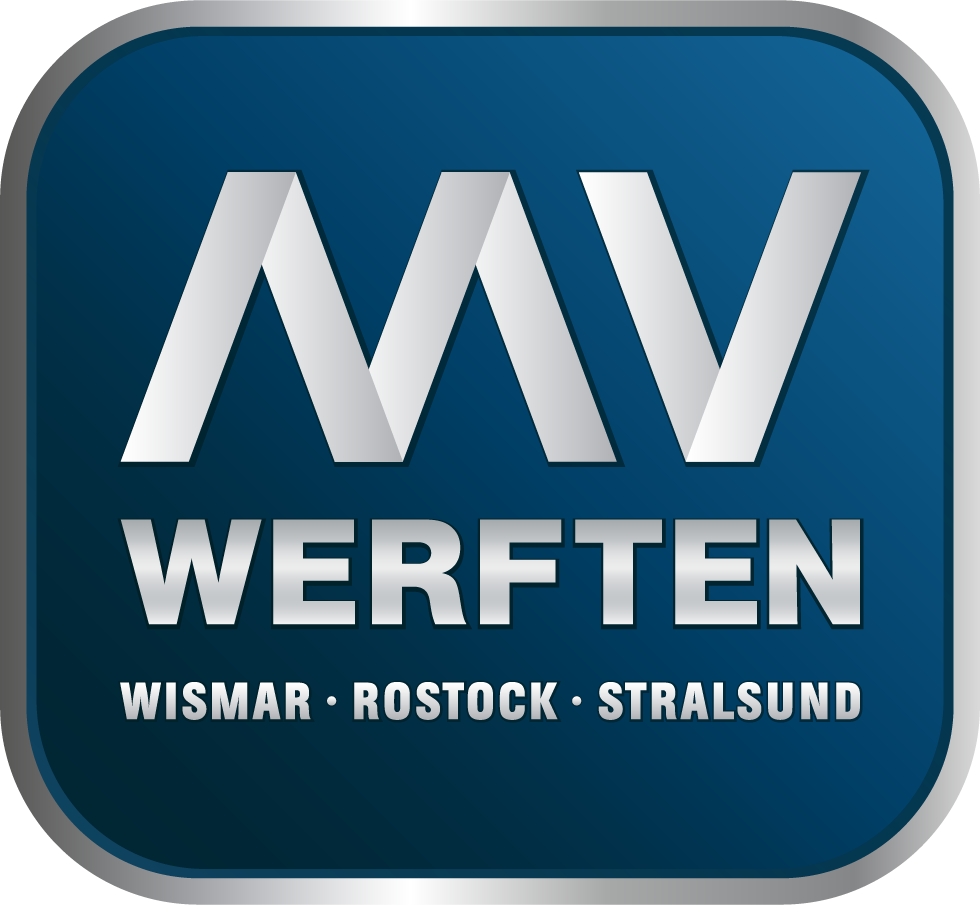
Logo der MV Werften

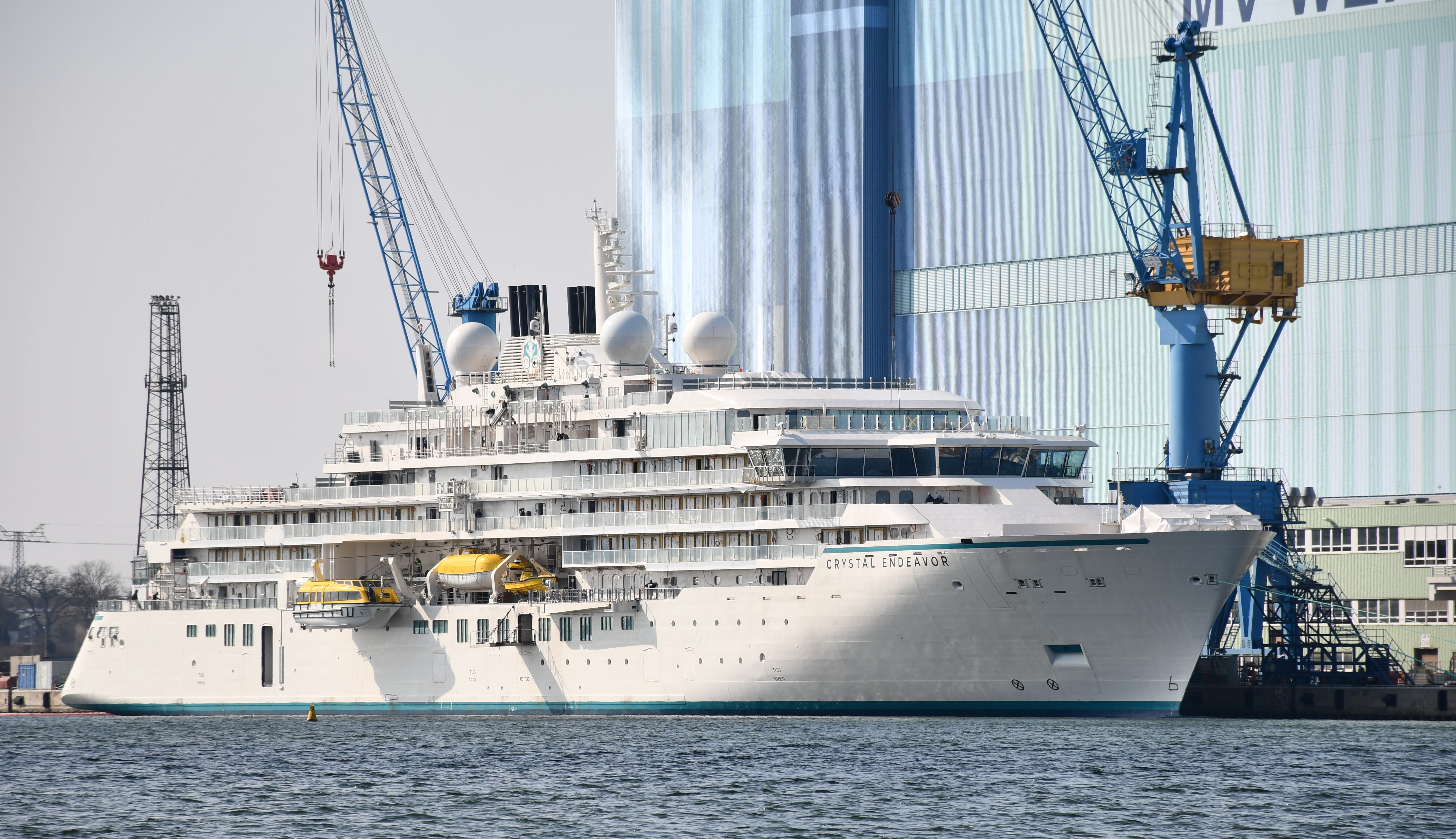
Die Crystal Endeavor vor der Werft (2021)

Im März 2016 erwarb das malaysisch-chinesische Schifffahrtunternehmen Genting Hong Kong die Nordic Yards zu einem Kaufpreis von 230 Millionen Euro, die Werft in Stralsund wurde dabei mit 31,3 Millionen Euro bewertet. Zusammen mit der Lloyd Werft Bremerhaven sollten die Werften in Wismar, Warnemünde und Stralsund unter dem Namen Lloyd Werft Group firmieren und Kreuzfahrtschiffe fertigen. Nach ersten Überlegungen, die Stralsunder Werft mit in die Lloyd Werft GmbH zu integrieren, entschied sich die Genting Group, im Juli 2016 unabhängig von der Bremerhavener „Lloyd Group“ die aus den drei nordostdeutschen Werften in Wismar, Rostock und Stralsund bestehende Gruppe MV Werften mit Sitz in Wismar zu gründen.
Am 26. August 2016 stellte die Werftengruppe ihre Pläne am Standort vor. Dabei wurden auch Designverträge für Luxus-Kreuzfahrtschiffe der Endeavour-Klasse mit der Eisklasse PC6 unterzeichnet; der Bau des ersten von sieben Schiffen sollte Ende des Jahres 2017 beginnen und 2019 abgeschlossen sein. Das Auftragsvolumen betrug eineinhalb Milliarden Euro. Zudem sollten in Stralsund Rumpfsegmente für die in Rostock und Wismar gebauten Kreuzfahrtschiffe zugeliefert werden.
Die Schriftzüge „Volkswerft“ und „dh“ (für Detlef Hegemann) an den Seitenwänden der Schiffbauhalle wurden im Frühjahr 2017 durch den Schriftzug „MV Werften“ ersetzt; der neue Eigentümer Genting hatte, im Gegensatz zu den vorherigen Eigentümern, den traditionsreichen Namen Volkswerft nicht übernommen.
Mit dem ersten Stahlschnitt begann am 15. Januar 2018 der Bau des Kreuzfahrtschiffes Crystal Endeavor, einer Megayacht mit Eisklasse. Zum Baubeginn waren auf der Stralsunder Werft etwa 300 Menschen beschäftigt. Zudem wurden in Stralsund Sektionen für die Schiffe der Global-Klasse hergestellt und über die Ostsee an die anderen Standorte von MV Werften transportiert.
Am 20. März 2020 wurde die Fertigung der aktuellen Schiffbauprojekte ausgesetzt und die Werft vorübergehend geschlossen. Begründet wurde dies mit den Einschränkungen im Betriebsablauf aufgrund der COVID-19-Pandemie. Der Norddeutsche Rundfunk (NDR) berichtete, dass die Werftengruppe Probleme damit hätte, Rechnungen für das zweite Kreuzfahrtschiff der Global-Klasse und die Expeditionsjacht Crystal Endeavor zu begleichen, die auf den Standorten in Warnemünde und Stralsund entstanden; MV Werften habe sich an die KfW gewandt und Liquiditätshilfen aus dem Corona-Sonderprogramm beantragt. Anfang Oktober 2020 berichtete der NDR, dass ein Großteil eines in Aussicht stehenden Überbrückungskredits des Bundes über 190 Millionen Euro für die Fertigstellung der Crystal Endeavor eingesetzt werden solle. Das Schiff wurde am 29. Juni 2021 abgeliefert.
Zum 1. August 2021 wechselten 300 Beschäftigte in eine Transfergesellschaft. Am 10. Januar 2022 stellte der Eignerkonzern einen Insolvenzantrag für acht seiner Gesellschaften: die MV Werften Holdings Ltd., die Betreiber- und Betriebsgesellschaften in Wismar und in Rostock, die Betreibergesellschaft in Stralsund, die MV Werften Fertigmodule GmbH und die Fertigmodule Property GmbH. für die MV Werften Stralsund Property GmbH, den Eigner der Betriebsflächen, wurde kein derartiger Antrag gestellt. Hintergrund war der von der Stadt Stralsund geplante Kauf der Grundstücke. Zu diesem Zeitpunkt waren von den ursprünglich 540 Mitarbeitern noch 230 tätig, davon arbeiteten 100 am Kreuzfahrtschiff Global Dream, teils vor Ort in Wismar, teils im Konstruktionsbereich in Stralsund. Der Voreigentümer Nordic Yards hatte Interesse an dem Standort signalisiert und die Stadt plante die Einrichtung eines maritimen Gewerbeparks.

### Seit 2022: Maritimer Industrie- und Gewerbepark Volkswerft
Ende Februar 2022 erwarb die Stadt Stralsund für 16,5 Millionen Euro 34 Hektar Werftfläche mitsamt Gebäuden und Anlagen. Die verbliebenen 230 Beschäftigten wechselten am 1. März 2022 in eine neue Transfergesellschaft. Seitdem wurden einige Unternehmen als Pächter auf dem Gelände ansässig. Im Juni 2023 waren nach Gewerkschaftsangaben etwa 100, nach Angaben der Stadt Stralsund etwa 250 Menschen bei diesen Unternehmen beschäftigt. Im Februar 2024 wies die Stadt zwölf Pächter auf dem Gelände aus. Das nahe einstige Verwaltungsgebäude der Volkswerft An der Werft 5 soll von der Stadt als Eigentümer saniert und einer neuen Nutzung zugeführt werden.
Der Schriftzug „MV Werften Stralsund“ sowie das Logo des früheren Eigentümers an der großen Werfthalle wurden im Frühjahr 2024 durch den Schriftzug „Volkswerft Stralsund“ und das Koggen-Logo ersetzt.
Die am 1. Juni 1964 als Kühl- und Transportschiff unter der Bau-Nummer 351 im VEB Volkswerft Stralsund vom Stapel gelaufene Stubnitz wurde im Juli und August 2024 von zwei auf dem Werftgelände ansässigen Firmen repariert.
Nach der Insolvenz des Pächters der großen Schiffbauhalle (Fosen Yard) wurde die Halle durch Strela Shiprepair genutzt. Stand 2024 sind „rund 20“ Unternehmen auf dem Gelände ansässig.

## Produktion
In ihren Anfangsjahren wurden auf der Stralsunder Volkswerft überwiegend Fischkutter als Reparationsleistung für Ansprüche aus dem Zweiten Weltkrieg an die Sowjetunion geliefert. 18 Kutter, 138 Logger und 160 Rettungsboote wurden bis zum 31. Dezember 1953, der offiziellen Beendigung der Reparationslieferungen, an die Sowjetunion übergeben. Auf der Preisbasis von 1954 hatten diese Lieferungen einen Wert von 175 Millionen DM.
Die Volkswerft, bis 1990 in der Rechtsform eines Volkseigenen Betriebes (VEB) tätig, entwickelte sich zum Spezialbetrieb für Fischfangschiffe. Nahezu ausschließlich wurden Trawler hergestellt, die zumeist im Auftrag der sowjetischen Hochseefischfangflotte gebaut wurden. Die Serien Atlantik-Supertrawler und Gefriertrawler Seiner beinhalteten besonders leistungsfähige Schiffe.
Nach der Wende wurde die Produktion der Volkswerft neu ausgerichtet, da mit der Sowjetunion der Hauptauftraggeber für Fischereischiffe weggefallen war. Bis 1994 wurden drei Passagier-Fracht-Schiffe (Kong Harald, Richard With, Nordlys) an die norwegische Postschifflinie Hurtigruten sowie ein Laderaumsaugbagger an Indonesien übergeben. Es folgten Fabriktrawler und Containerschiffe (auch der Panamax-Klasse), sowie Ankerzieh- und andere Versorgungsschiffe, seit 2018 wurde auf der Werft zuletzt ein Luxuskreuzfahrtyacht gebaut.

### Lloyd’s Register of Shipping
Im Lloyd’s Register of Shipping wurde die Volkswerft Stralsund erstmals im Jahr 1975 und dann noch acht Mal bis 1989 auf Platz 1 der Fischereischiffe bauenden Werften geführt.

### Reparationsleistungen
Es wird geschätzt, dass die Volkswerft Stralsund mit etwa 10 Prozent an den von der DDR an die Sowjetunion getätigten Reparationsleistungen beteiligt war.

### 1945 bis 1993
| Typ                                                 | Anzahl | für                                           | Bauzeit   | Technische Daten Anm. 1 | Anmerkungen | Bild                                                          |
| --------------------------------------------------- | ------ | --------------------------------------------- | --------- | --- | --- | ------------------------------------------------------------- |
| 17-m-Kutter (Fischkutter Typ D)                     | 23     | • Sowjetunion (18) • SBZ/DDR (5)              | 1947–1949 | Kutter • Länge über alles: 17,60 m, Breite auf Außenhaut 5,0 m, Seitenhöhe 2,30 m, Tiefgang 1,54 m, Zuladung 11 t, Antriebsleistung 80 PS, Geschwindigkeit 8 kn, Aktionsweite 100 sm, Vermessung 30 BRT • Besatzung 4 Mann, Aktionsdauer 5 Tage | Frischfischfänger mit Schleppnetz für die Küstenfischerei • Holzbauweise, Segel • Jahresfang ca. 125 t • erstes Schiff: KDSH-4, Bau-Nr. F2 • letztes Schiff: STR 29 Stralsund, Bau-Nr. F324 | Modell eines 17-m-Kutters im Meeresmuseum                     |
| Logger                                              | 594    | • Sowjetunion (569) • DDR (24 + 1)            | 1949–1958 | Logger • Länge über alles 39,15 m, Breite auf Spante 7,3 m, Seitenhöhe 3,5 m, Tiefgang 2,7 m, Zuladung 60 t, Antriebsleistung 200 kW, ab 1952 294 kW, Geschwindigkeit 9,5 kn, Aktionsweite 5000 sm, Vermessung 260/264 BRT • Besatzung 18/23 Mann, Aktionsdauer 25 Tage                                                                               | Frischfischfänger mit Schleppnetz- und Treibnetzfangtechnik für Nordsee, Ostsee, Nordatlantik, alle sowjetischen Randmeere • Segel • Jahresfang ca. 1000 t • erstes Schiff: RL-401 Oktoberrevolution, Bau-Nr. 401 • letztes Schiff: SRT-4594 Plavinas, Bau-Nr. 4594 • der Logger ROS-104 Rosa Luxemburg (Bau-Nr. 408) wurde 1980 ausgemustert, SRT-447 Meteor (Bau-Nr. 447) fuhr ab 1957 als Forschungsschiff für das Amt für Messwesen und Warenprüfung       | Logger SRT-4585 Autze, Baujahr 1958, im Januar 1968           |
| Seitentrawler Typ I und Typ II                      | 10     | • VEB Fischkombinat Rostock                   | 1951–1955 | Seitentrawler • Länge über alles 57,54/58,53 m, Breite auf Spanten 9,00 m, Seitenhöhe bis Hauptdeck 4,83 m, Tiefgang 4,06/3,94 m, Zuladung 339 t, Antriebsleistung 920 PS, Geschwindigkeit 11,5 kn, Aktionsweite 8500 sm, Vermessung 575/665 BRT • Besatzung 32/28 Mann, Aktionsdauer 30 Tage                                                         | Frischfischfänger mit Schleppnetz für europäisches Nordmeer, Nordatlantik • Segel • Jahresfang ca. 1600/2600 t • erstes Schiff: ROS-201 (Bau-Nr. 125) • letztes Schiff: ROS-210 Hennigsdorf (Bau-Nr. 333) • das Typschiff ROS-201 Leipzig wurde 1977 ausgemustert | Trawler ROS-209 „Mansfeld“, 1964                              |
| MLR Habicht                                         | 6      | • Volkspolizei See                            | 1952–1954 | Minenleg- und -räumschiff • Länge über alles 59,2 m, Breite 8,0 m, Tiefgang 2,3 m, Antriebsleistung 1.840 kW, Geschwindigkeit 18 kn • Besatzung 38 Mann | Minenleg- und Räumschiff der Seestreitkräfte der DDR • erstes Schiff: 611 (Bau-Nr. 2001) • letztes Schiff: 616 (Bau-Nr. 2006) |                                                               |
| 26,5-m-Kutter                                       | 20     | • VEB Fischkombinat Saßnitz                   | 1956–1958 | Kutter • Länge über alles 26,65 m, Breite auf Spanten 6,70 m, Seitenhöhe 3,65 m, Tiefgang 3,0 m, Tragfähigkeit 84 t, Zuladung Fisch 45 t, Antriebsleistung 184 kW, Geschwindigkeit 9,5 kn, Aktionsweite 5000 sm, Vermessung 131 BRT • Besatzung 8 Mann, Aktionsdauer 22 Tage                                                                          | Frischfischfänger mit Schleppnetz für Ostsee, Nordsee • Segel • Jahresfang ca. 1000 t • erstes Schiff: SAS 270 Elbe (Bau-Nr. 2003) • letztes Schiff: SAS 289 Utsiraloch (Bau-Nr. 2022) • das Typschiff SAS-270 Elbe war 2019 noch als Fischkutter in Ralswiek liegend |                                                               |
| Mitteltrawler                                       | 171    | • Sowjetunion                                 | 1956–1961 | Mitteltrawler • Länge über alles 50,8 m, Breite auf Spanten 8,8 m, Seitenhöhe 4,3 m, Tiefgang 3,4 m, Tragfähigkeit 250 t, Antriebsleistung 397 kW, Geschwindigkeit 11 kn, Aktionsweite 7900 sm, Vermessung 507 BRT, Fischraumvolumen 352 m² • Besatzung 26–28 Mann, Aktionsdauer 40 Tage                                                              | Frischfischfänger mit Schleppnetz, Treibnetz und Ringwade für Nordatlantik, Fernost / Auxiliary General Intelligence • Jahresfang ca. 3600 t • Segel • erstes Schiff: Okean (Bau-Nr. 9001) • letztes Schiff: Amperemeter (Bau-Nr. 9171) • 15 Mitteltrawler der Serie wurden vom sowjetischen militärischen Nachrichtendienst genutzt • der Mitteltrawler Hydrograph (Bau-Nr. 401) wurde von der Volksmarine, als Messschiff deklariert, zur Aufklärung genutzt | Mitteltrawler, 1959                                           |
| Island-Logger                                       | 12     | • Isländische Reeder                          | 1958–1959 | Logger • Länge über alles 38,65 m, Breite auf Spanten 7,3 m, Seitenhöhe 3,6 m, Tiefgang 3,3 m, Tragfähigkeit 157 t, Antriebsleistung 588 kW, Geschwindigkeit 12 kn, Vermessung 253,7 BRT, Fischraumkapazität 125 t • Besatzung 21 Mann | Frischfischfänger mit Schleppnetz für Nordatlantik und um Island • Jahresfang ca. 4000 t • erstes Schiff: Gudmundur Petur (Bau-Nr. 401) • letztes Schiff: Bjoergulfur (Bau-Nr. 412) | Island-Logger in Stralsund, 1959                              |
| Schwimmkran 15 t                                    | 24     | • Sowjetunion                                 | 1958–1959 | Schwimmkran • Länge über alles 42,20 m, Breite über Scheuerleisten 38,00 m, Tiefgang 2,09 m, Seitenhöhe 3,20 m, Antriebsleistung 590 kW, Geschwindigkeit 8 kn, Vermessung 596 BRT, Tragkraft am Haken 15 t • Besatzung 18 Mann | Schwimmkran für den Güterumschlag in Binnen- und Seehäfen sowie auf Reede, für Schiffsreparaturen und Bergungen • erstes Schiff: PK 1-58 (Bau-Nr. I/58) • letztes Schiff: PK 10-61 (Bau-Nr. X/61) |                                                               |
| Gefrierschiff                                       | 10     | • Sowjetunion                                 | 1958–1962 | Gefrierschiff • Länge über alles 82,40 m, Breite auf Spanten 13,0 m, Seitenhöhe 6,7 m, Tiefgang 4,4 m, Tragfähigkeit 964 t, Antriebsleistung 956 kW, Geschwindigkeit 10,5 kn, Aktionsweite 3500 sm, Vermessung 2295 BRT, Kühlladeraumkapazität 645 t • Besatzung 91 Mann, Aktionsdauer 38 Tage                                                        | in der Flotillenfischerei Übernahme des Fisches von Loggern und Trawlern auf hoher See mit eigenem Ladegeschirr, der Fisch wurde als Ganzes tiefgefroren • erstes Schiff: Bratsk (Bau-Nr. 8001) • letztes Schiff: Michail Lomonossow (Bau-Nr. 8010) |                                                               |
| Fang- und Gefrierschiff Tropik                      | 86     | • Sowjetunion                                 | 1960–1966 | Fang- und Gefrierschiff • Länge über alles 79,8 m, Breite auf Spanten 13,2 m, Seitenhöhe 7,0 m, Tiefgang 4,9 m, Tragfähigkeit 862 t, Antriebsleistung Hauptmotoren 985/mit Elektromotoren 1.220 kW, Geschwindigkeit 11,7 kn, Vermessung 2435 BRT, Laderaumkapazität 470 t • Besatzung 86 Mann, Aktionsdauer 60 Tage                                   | Frischfischfänger mit Schleppnetz für tropische Gewässer, Fang wurde als Ganzes tiefgefroren, Thunfisch manuell bearbeitet • Jahresfang ca. 5600 t • erstes Schiff: Tropik (Bau-Nr. 7001) • letztes Schiff: Rustavi (Bau-Nr. 7086) | Streletz (Bau-Nr. 7014) vor Stralsund, 1967                   |
| Kühl- und Transportschiff Stubnitz                  | 2      | • VEB Fischkombinat Saßnitz                   | 1963–1965 | Kühl- und Transportschiff • Länge über alles 79,8 m, Breite auf Spanten 13,2 m, Seitenhöhe 9,50 m, Tiefgang 4,9 m, Tragfähigkeit 1538 t, Antriebsleistung Hauptmotoren mit Elektromotoren 1220 kW, Geschwindigkeit 11,9 kn, Vermessung 2585 BRT, Kühlladeraumkapazität 1017 t                                                                         | in der Flotillenfischerei Übernahme des Fangs anderer Schiffe auf hoher See, tiefgefrieren und verpacken / Frischfischfänger mit Schleppfangausrüstung • erstes Schiff: SAS 501 Stubnitz (Bau-Nr. 351) • letztes Schiff: SAS 502 Granitz (Bau-Nr. 352) • SAS 501 Stubnitz wird als Veranstaltungsort genutzt | Stubnitz (Bau-Nr. 501), 2023                                  |
| Fang- und Gefrierschiff Atlantik                    | 147    | • Sowjetunion (134) • Rumänien (8) • Kuba (5) | 1965–1972 | Fang- und Gefrierschiff • Länge über alles 82,2 m, Breite auf Spanten 13,6 m, Seitenhöhe 9,55 m, Tiefgang 5,0 m, Tragfähigkeit 1150 t, Antriebsleistung 1706 kW, Geschwindigkeit 13,6 kn, Vermessung 2657 BRT, Kühlladeraumkapazität 520 t • Besatzung 80 Mann, Aktionsdauer 60 Tage                                                                  | Frischfischfänger für Grundschleppnetzfischerei und pelagische Fischerei, einfrieren und verpacken des Fangs, Übergabe auf hoher See an Transportschiffe • Jahresfang ca. 8000 t • erstes Schiff: Atlantik (Bau-Nr. 201) • letztes Schiff: Timofej Gornow (Bau-Nr. 347) | Schiffe vom Typ Atlantik am Ausrüstungskai in Stralsund, 1967 |
| Fischereiforschungsschiff Atlantik                  | 7      | • Sowjetunion                                 | 1971–1972 | Fischereiforschungsschiff • Länge über alles 82,20 m, Breite auf Spanten 13,60 m, Seitenhöhe 9,55 m, Tiefgang 5,0 m, Tragfähigkeit 1150 t, Antriebsleistung 1706 kW, Geschwindigkeit 13,6 kn, Vermessung 2657 BRT, Kühlladeraumkapazität 520 t • Besatzung 80 Mann + 88 Forscher                                                                      | Kombination von Forschungsschiff und kommerziellem Fangschiff mit Schleppnetz, Elektro- und Langleinenfischerei, 10 Labors • erstes Schiff: Evrika (Bau-Nr. 101) • letztes Schiff: Zund (Bau-Nr. 107) | Schiffe vom Typ Atlantik am Ausrüstungskai in Stralsund, 1967 |
| Fischereischulschiff Atlantik                       | 7      | • Sowjetunion                                 | 1972–1973 | Fischereischulschiff • Länge über alles 82,20 m, Breite auf Spanten 13,60 m, Seitenhöhe 9,55 m, Tiefgang 5,0 m, Tragfähigkeit 1150 t, Antriebsleistung 1706 kW, Geschwindigkeit 13,6 kn, Vermessung 2657 BRT, Kühlladeraumkapazität 520 t • Besatzung 61 Mann + 54 Ausbilder und Kursanten                                                            | Fang- und Schulschiff für Ausbildung • erstes Schiff: Kursograf (Bau-Nr. 172) • letztes Schiff: Kvadrant (Bau-Nr. 126) | Schiffe vom Typ Atlantik am Ausrüstungskai in Stralsund, 1967 |
| Fang- und Verarbeitungsschiff Atlantik-Supertrawler | 195    | • Sowjetunion (172) • Rumänien (15) • DDR (8) | 1970–1983 | Fang- und Verarbeitungsschiff • Länge über alles 102,0 m, Breite auf Spanten 15,2 m, Seitenhöhe 9,7 m, Tiefgang 5,2 m, Tragfähigkeit 2068 t, Antriebsleistung 2850 kW, Geschwindigkeit 14,6 kn, Vermessung 3977 BRT, Verarbeitungsleistung 152 t/Tag, Gefrierleistung 65 t/Tag, Kühlladeraumvolumen 1858 m³ • Besatzung 83 Mann, Aktionsdauer 70 Tage | Fang mit Grundschleppnetz, pelagische Fischerei, teilautomatisiertes Fabrikschiff im Flottillenverband mit Kühl- und Transportschiffen • Jahresfang ca. 14.000 t • erstes Schiff: Prometey (Bau-Nr. 401) • letztes Schiff: Kurtna (Bau-Nr. 211) | Modell Atlantik Supertrawler im Meeresmuseum                  |
| Fischereischulschiff Atlantik-Supertrawler          | 6      | • Sowjetunion                                 | 1978–1979 | Fischereischulschiff • Länge über alles 102,0 m, Breite auf Spanten 15,2 m, Seitenhöhe 9,7 m, Tiefgang 5,2 m, Tragfähigkeit 2068 t, Antriebsleistung 2850 kW, Geschwindigkeit 14,6 kn, Vermessung 3977 BRT, Verarbeitungsleistung 152 t/Tag, Gefrierleistung 65 t/Tag, Kühlladeraumvolumen 1858 m³ • Besatzung 72 Mann + 80 Ausbilder und Kursanten   | Fang- und Schulschiff für Ausbildung • erstes Schiff: Prizvanie (Bau-Nr. 401) • letztes Schiff: Professor Nikolskij (Bau-Nr. 406) | Modell Atlantik Supertrawler im Meeresmuseum                  |
| Gefriertrawler-Seiner Atlantik-333                  | 134    | • Sowjetunion (126) • DDR (8)                 | 1980–1987 | Gefriertrawler Seiner / Gefriertrawler • Länge über alles 62,2 m, Breite auf Spanten 13,8 m, Seitenhöhe 9,2 m, Tiefgang 4,8 m, Tragfähigkeit 653 t, Antriebsleistung 1764 kW, Geschwindigkeit 12,5 kn, Vermessung 1989 BRT, Gefrierleistung 60 t/Tag, Kühlladeraumvolumen 507 m³ • Besatzung 40 Mann, Aktionsdauer 30 Tage                            | Einsatz im Flottenverband, 200-sm-Wirtschaftszone, Fangverarbeitung • Jahresfang ca. 7500 t • erstes Schiff: Orlyonok (Bau-Nr. 601) • letztes Schiff: ROS 808 Ernst Haeckel (Bau-Nr. 758) | Modell eines Atlantik-333 im Meeresmuseum                     |
| Wissenschaftliches Forschungsschiff Atlantik-833    | 12     | • Sowjetunion                                 | 1986/1987 | Wissenschaftliches Forschungsschiff • Länge über alles 62,2 m, Breite auf Spanten 13,8 m, Seitenhöhe 9,2 m, Tiefgang 4,8 m, Tragfähigkeit 653 t, Antriebsleistung 1764 kW, Geschwindigkeit 12,5 kn, Vermessung 1989 GT, Gefrierleistung 60 t/Tag, Laderauminhalt 120 m³ • Besatzung 27 Mann + 12 Wissenschaftler, Einsatzdauer 37 Tage                | wissenschaftliche Erkundungen zum Fischfang • erstes Schiff: Professor Marti (Bau-Nr. 771) • letztes Schiff: Pinro (Bau-Nr. 782) |                                                               |
| Fabriktrawler Atlantik-488                          | 37     | • Sowjetunion • Russland                      | 1984–1993 | Fabriktrawler • Länge über alles 120,7 m, Breite 19,0 m, Seitenhöhe 12,22 m, Tiefgang 6,4 m, Tragfähigkeit 3372 t, Antriebsleistung 5296 kW, Geschwindigkeit 15,0 kn, Vermessung 7765 GT, Verarbeitungsleistung 150 t/Tag, Gefrierleistung 60 t/23 h, Konservenproduktion 26.000 Dosen/20 h • Besatzung 115/122 Mann, Aktionsdauer 100 Tage           | Fang mit Grund- und pelagischen Schleppnetzen, 200-sm-Wirtschaftszone • erstes Schiff: Moonzund (Bau-Nr. 801) • letztes Schiff: Kapitan Bobnow (Bau-Nr. 837) | Die Kapitan Bogomolov (Baunr. 831), 2022                      |

Quelle für obige Zahlen 1945–1993: D. Strobel, W. Ortlieb: Volkswerft Stralsund 1948–1998, Koehlers Verlagsgesellschaft, Hamburg 1998

### 1992/1993 bis 2021
| CFV Neptun 600                             | 4   | Deutschland                           | 1992/1993 | Hauptdaten: Länge über alles 128,35 m, Breite auf Spanten 20,2 m, Seitenhöhe bis Hauptdeck 10,9 m, Tiefgang 8,3 m, Tragfähigkeit 9410 t, Antriebsleistung 6640 kW, Geschwindigkeit 17,6 kn                                                                                              | erstes Schiff: Alexandra letztes Schiff: Eastern Trader                                                                                  |                        |
| Trawler                                    | 1   | Russland                              | 1994      | Hauptdaten: Länge über alles 64,05 m, Breite 13,31 m, Tiefgang 7,5 m, Tragfähigkeit 1133 t, Geschwindigkeit 10,9 kn | Mys Orlowa (IMO-Nr. 9053294) |                        |
| Passagier- & RoRo-Schiff                   | 3   | Hurtigruten ASA                       | 1992/1993 | Passagier- und Frachtschiff, sowie Autofähre | Kong Harald (Juni 1993) Richard With (November 1993) Nordlys (März 1994)                                                                 | Kong Harald, 2008      |
| VW 1100 VW 1100.1                          | 3 9 | ?                                     | 1995/1996 | Containerschiff | erstes Schiff Katrin S., letztes Schiff Ocean                                                                                            |                        |
| VW 9300                                    | 2   | Ming Sung Shipping, Hong Kong (China) | 1997      | Mehrzweck-Frachtschiff, Länge über alles 128,53 m, Breite 20,2 m, Tiefe 10,9 m, Tiefgang: 8,3 m, DWT 9630 t, GWT 7310 t, Stückgut 9.941 m³, Schüttgut 10.289 m³, Container 672 TEU, bei 14 t 420 TEU, Geschwindigkeit 16,2 kn                                                           | erstes Schiff Jin Man Yu (IMO-Nr. 9145621), zweites und letztes Schiff Jin Man Chuan (IMO-Nr. 9145633)                                   |                        |
| Eisbrecher, Notschlepper, Tonnenleger      | 1   | WSV                                   | 1997      | Mehrzweckschiff | Neuwerk | Neuwerk, 2006          |
| Saugbagger                                 | 1   |                                       | 1998      | Hauptdaten: Länge über alles 120,53 m, Breite 24,4 m, Tiefgang 8,9 m, Tragfähigkeit 14.108 t, Geschwindigkeit 14,3 kn | Alexander von Humboldt (IMO-Nr. 9166845)                                                                                                 |                        |
| VW 2500                                    | ?   | ?                                     | 1998– ?   | Containerschiff: Länge über alles 207,4 m, Breite 29,8 m, Seitenhöhe 16,4 m, Tiefgang 10,1 m, Antriebsleistung 2 × 2000 kW + 1 × 1300 kW, Geschwindigkeit 22,0 kn, Aktionsweite 14.000 sm, Vermessung 25.80 GT, Tragfähigkeit 2474 ISO-Container, Besatzung 24 Mann                     | | CSAV Peru, 2006        |
| Kabelleger                                 | 4   |                                       | 2000      | Hauptdaten: Länge über alles 100 m, Tiefgang 5,5 m | |                        |
| VWS 2900                                   | 4   | The Maersk Company Ltd.               | 2000      | Hauptdaten: Länge über alles 216 m, Breite 32,22 m | |                        |
| VW 3000                                    | ?   | ?                                     | ?         | Containerschiff: Länge über alles 237,35 m, Breite 32,30 m, Seitenhöhe 18,15 m, Tiefgang 12,25 m, Antriebsleistung 4 × 2744 kW Geschwindigkeit 25,0 kn, Aktionsweite 13.500 sm, Vermessung 34.200 GT, Tragfähigkeit 2090 TEU, Besatzung 25 Mann                                         | |                        |
| VWS 4000                                   | 7   | The Maersk Company Ltd.               | 2006/2007 | Containerschiff, Länge 294,10 m (Lüa), 278,20 m (Lpp); Breite 32,18 m, Seitenhöhe 21,4 m, Tiefgang max. 13,5 m, Vermessung 48.853 BRZ / 16.832 NRZ, 1 × Dieselmotor, Maschinenleistung 68.640 kW (93.324 PS), Geschwindigkeit max. 29,2 kn (54 km/h), 1 × Propeller, Container 4170 TEU | Maersk Boston, Maersk Baltimore, Maersk Bentonville, Maersk Brooklyn, Maersk Buffalo, Maersk Brownsville, Maersk Beaumont                | Maersk Boston, 2006    |
| VW 2500.3                                  | 16  | Safmarine (5)                         | 2008–     | Containerschiff, Länge 210 m, Breite 29,8 m, 25.904 BRT, Tragfähigkeit 35.119 t, 2500 TEU, Geschwindigkeit (Max./Durchschnitt): 8,4/7,6 kn | erstes Schiff Safmarine Ngami (IMO-Nr. 9356074)                                                                                          |                        |
| P+S-Werften Stralsund                      |     |                                       |           | | |                        |
| Premicon 2010                              | 6   | Premicon                              | 2010–     | Flusskreuzfahrtschiff, Länge 135 m, drei Decks, 110 Kabinen, Antriebsleistung 2 × 800 kW | Excellence Allegra, Excellence Melodia, TC WT Sonata                                                                                     | TUI Sonata, 2013       |
| Anchor Handling Tug / Supply Vessel (AHTS) | ?   | ?                                     | ?         | Länge 90,3 m, Breite 23,0 m, Tiefgang 9,5 m, DWT 4606 t, Geschwindigkeit 17,07 kn, Tonnage 6821 GT, Besatzung 70 Personen, Hauptmaschine 4 × 4320 kW / 600/min, Propeller 2 × 5200 kW bei 1800/min                                                                                      | ? | Maersk Advancer, 2009  |
| Ro-Pax Fähre                               | 2   | Scandlines                            | 2010–2014 | Fährschiff mit einer Kapazität von 1300 Passagieren | Berlin, Copenhagen | Berlin, 2012           |
| Arctic Cargo Vessel (ACV) 36               | 5   | Royal Arctic Line                     | 2012      | Spezial-Frachtschiff; Länge 45,0 Meter, Breite max.: 12,8 Meter, Tiefgang 4,25 Meter, Mannschaft 9 Personen, Kapazität: 12 Passagiere, 36 TEU, 26 Kühlanschlüsse, 1 Kran, Hauptmaschine 1 × 1040 kW, Propeller 1 × CPP                                                                  | Auftrag für vier der fünf Schiffe storniert wegen der Insolvenz der P+S-Werft, Weiterbau der Schiffe durch die polnische Remontowa-Werft |                        |
| Arctic Cargo Vessel (ACV) 108              | 2   | Royal Arctic Line                     | 2012      | Spezial-Frachtschiff; Länge 71,0 m, Breite max. 15,2 m, Tiefgang 6,0 Meter, Mannschaft 16 Personen, Kapazität: 12 Passagiere, 108 TEU, 80 Kühlanschlüsse, 2 × Kräne, Hauptmaschine 1 × 2040 kW, Propeller 1 × CPP                                                                       | Auftrag storniert nach Insolvenz der P+S-Werft                                                                                           |                        |
|                                            |     | ABIS Shipping                         | 2013      | Spezial-Frachtschiff; Länge 107 m | | ABIS Duisburg (2013)   |
| RO-RO Cargo                                | 2   | DFDS                                  | 2012–2014 | Spezialtransporter; Länge 195 Meter, Kapazität 342 TEU, Ladekapazität 3000 Spurmetern für bis zu 185 Lkw | Ark Germania und Ark Dania | Ark Germania, 2013     |
| MV Werften Stralsund                       |     |                                       |           | | |                        |
| Endeavor-Klasse                            | 1   | Crystal Cruises                       | 2018–2022 | Expeditionsyachten, 20.000 BRZ | Typschiff: Crystal Endeavor | Crystal Endeavor, 2021 |

## Beschäftigte
Die Zahl der Beschäftigten entwickelte sich analog der Produktionskapazität stetig. Waren es im Jahr 1945 noch 162, stieg diese Zahl schon im Jahr 1948 auf 1.462 an. Im Jahr 1987 war mit 8.406 Menschen auf der Volkswerft ein Höchststand erreicht. Die Volkswerft war somit der größte Betrieb in Stralsund.
Nach der Wende reduzierten sich die Beschäftigtenzahlen stark. Durch Ausgliederungen und Entlassungen sank die Beschäftigtenzahl auf 1.236 im Jahr 1998. Nach der Insolvenz der P+S-Gruppe gingen im November 2013 750 Mitarbeiter in die Arbeitslosigkeit, etwa 200 Mitarbeiter waren zu diesem Zeitpunkt noch beschäftigt.
2017 begannen 90 Auszubildende und 12 Dual-Studenten eine Ausbildung bei MV Werften. Im August 2018 waren bei MV Werften Stralsund 515 Mitarbeiter beschäftigt.
Waren zu MV-Werften-Zeiten zuletzt etwa 600 Menschen auf der Stralsunder Werft beschäftigt, zählte die Stadt als Betreiber im Juni 2023 etwa 250, die Gewerkschaft etwa 100 Menschen bei den Unternehmen des Gewerbeparks.

## Werkfeuerwehr
Auf dem Gelände wird die Werft-Werkfeuerwehr betrieben. Im Dezember 2024 beschloss die Stralsunder Bürgerschaft, diese vom Dienstleister Kötter Fire & Service auf dem Gelände des seit 2022 der Stadt gehörenden Gewerbeparks betriebene Wehr abzuschaffen. Bei der Wehr sind etwa 50 Mitarbeiter beschäftigt.

## Auszeichnungen und Ehrungen
- 1964: Banner der Arbeit
- 1974: Vaterländischen Verdienstorden in Gold
- 1981: Betrieb der ausgezeichneten Qualitätsarbeit
- 1999: European Structural Steel Award